# 6. März
Der 6. März ist der 65. Tag des gregorianischen Kalenders (der 66. in Schaltjahren), somit bleiben 300 Tage bis zum Jahresende.

## Ereignisse

### Politik und Weltgeschehen
- 1204: Die dem angevinischen Reich zugehörige Festungsbesatzung des im Seine-Tal gelegenen Château Gaillard ergibt sich nach sieben Monaten den Belagerern unter Befehl des französischen Königs Philipp II. Er kann in der Folge tiefer in die Normandie eindringen.
- 1353: Mit dem Abschluss des „ewigen Bundes“ durch Bern ist die Eidgenossenschaft der Acht Alten Orte vollendet.
- 1446: In der Schlacht bei Ragaz besiegen die Eidgenossen ein österreichisches Heer unter Kaiser Friedrich III. von Habsburg und entscheiden damit den Alten Zürichkrieg zu ihren Gunsten.

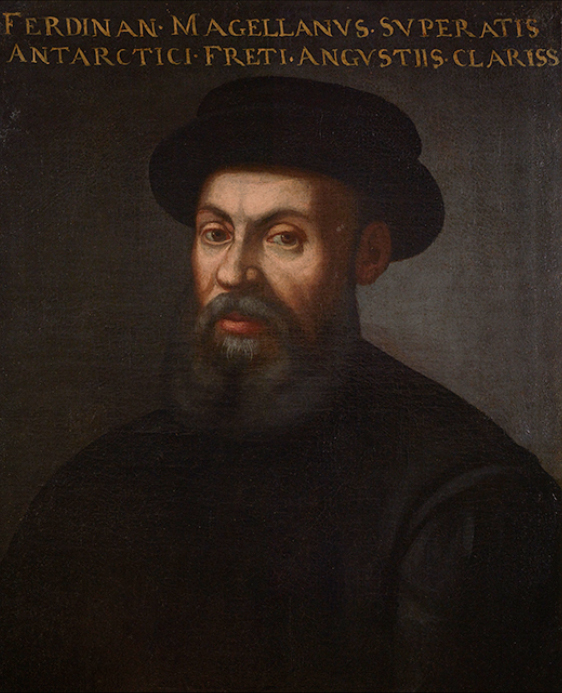
1521: Ferdinand Magellan

- 1521: Der portugiesische Seefahrer in spanischen Diensten Ferdinand Magellan entdeckt auf seiner Weltumsegelung die Pazifikinsel Guam, die er wegen mehrerer Missverständnisse mit den Einheimischen Insel der Diebe nennt.
- 1525: In der mit der Sache der Bauern sympathisierenden freien Reichsstadt Memmingen treffen sich während des Deutschen Bauernkrieges Vertreter dreier Bauerngruppen, um ihre Vorgangsweise gegenüber dem Schwäbischen Bund zu beraten. Am folgenden Tag gründen sie nach Vorbild der Schweiz die Oberschwäbische Eidgenossenschaft in der Hoffnung, als gleichberechtigte Verhandlungspartner anerkannt zu werden.
- 1629: Auf dem Höhepunkt der kaiserlichen Macht im Dreißigjährigen Krieg versucht Ferdinand II. im Restitutionsedikt, die katholische Lesart des Augsburger Religionsfriedens durchzusetzen. Die protestantischen Reichsstände wehren sich erbittert dagegen und rufen Schwedens König Gustav II. Adolf um Hilfe an. Ein Ende des Krieges rückt damit in weite Ferne.

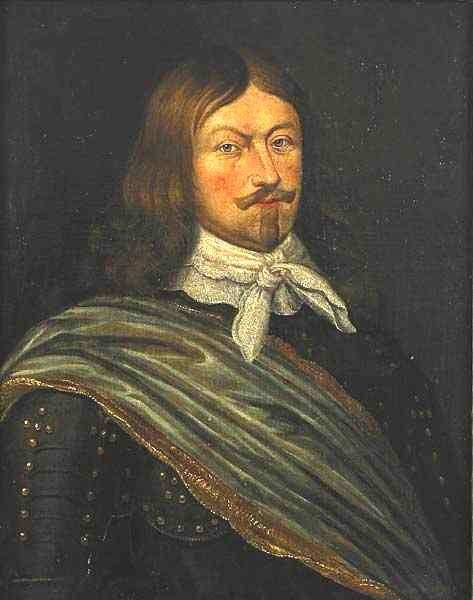
1645: Lennart Torstensson

- 1645: In der Schlacht bei Jankau im Dreißigjährigen Krieg besiegen die Schweden unter Lennart Torstensson die kaiserlichen Truppen und nehmen deren Feldmarschall Melchior von Hatzfeldt gefangen.

1714: Europa nach Rastatt und Utrecht

- 1714: Der Rastatter Friede beendet den Spanischen Erbfolgekrieg im Verhältnis zwischen Frankreich und Österreich. Er basiert auf dem Frieden von Utrecht, den Österreich unter Karl VI. zunächst nicht akzeptieren wollte.
- 1788: Ein Teil der First Fleet mit britischen Strafgefangenen erreicht die australische Norfolkinsel und gründet dort eine Siedlung.
- 1820: US-Präsident James Monroe unterzeichnet den Missouri-Kompromiss und ermöglicht dem Sklavenstaat Missouri dadurch die Aufnahme in die Union, indem das von Massachusetts abgetretene Maine als sklavenfreier Staat aufgenommen wird und der Gleichstand im Senat damit erhalten bleibt.

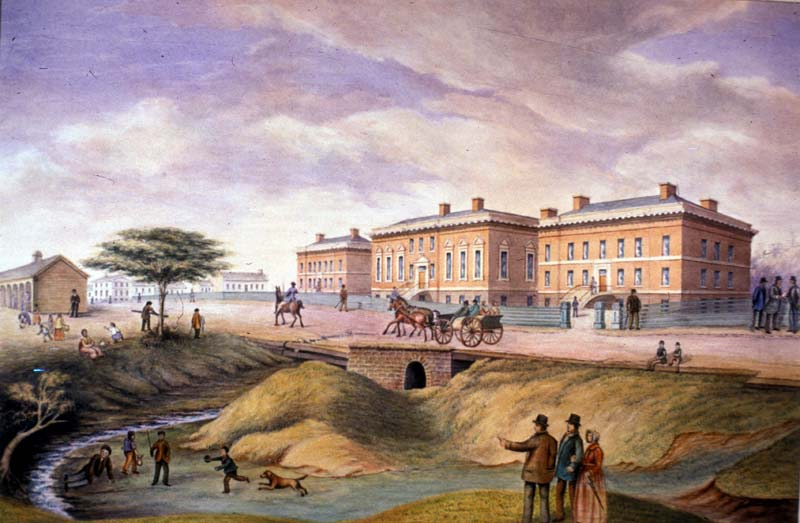
1834: Parlament in York/Toronto

- 1834: Das bisherige York, Hauptstadt der britischen Provinz Oberkanada an der Nordküste des Ontariosees, wird in Toronto umbenannt.

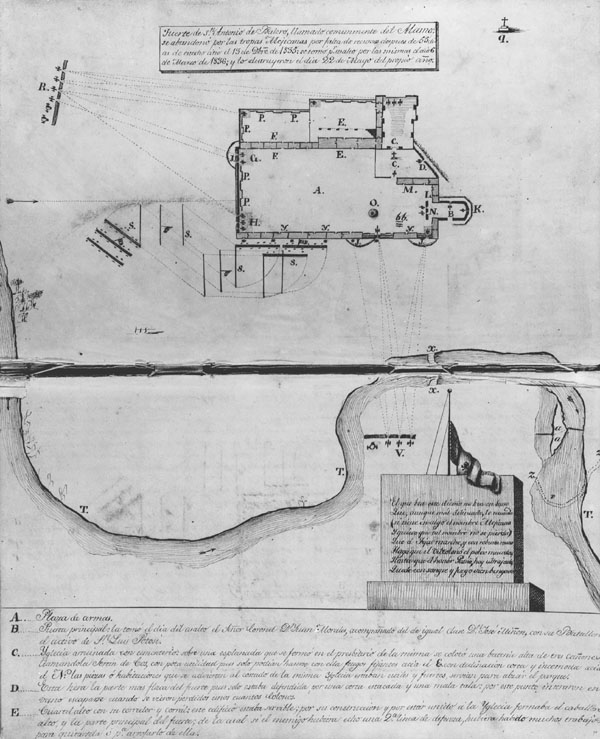
1836: Alamo

- 1836: Nach 13-tägiger Belagerung wird das Fort Alamo in der texanischen Stadt San Antonio von den Mexikanern unter General Antonio López de Santa Anna eingenommen. Von den rund 200 Verteidigern, unter ihnen William Travis, James Bowie und Davy Crockett, überleben nur wenige.
- 1845: In Ecuador beginnt eine von Vicente Rocafuerte, José Joaquín de Olmedo und Vicente Ramón Roca geführte Rebellion gegen Präsident Juan José Flores, die mit dessen Flucht nach Peru im Juni endet.
- 1857: In der Entscheidung Dred Scott v. Sandford befindet der Oberste Gerichtshof der Vereinigten Staaten, dass Schwarze, ob Sklave oder nicht, niemals Bürger der Vereinigten Staaten werden können, und erklärt den Missouri-Kompromiss für verfassungswidrig.
- 1882: Das Fürstentum Serbien wird zum Königreich Serbien proklamiert.

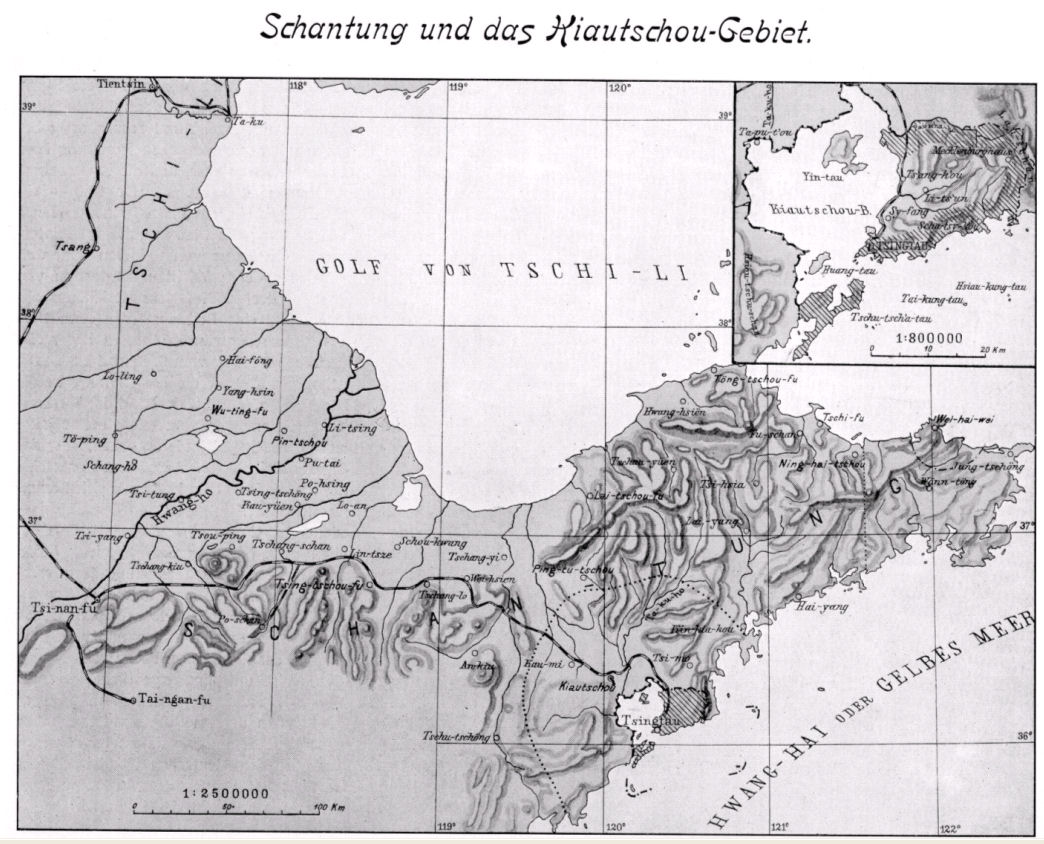
1898: Kiautschou

- 1898: Die chinesische Bucht Kiautschou wird nach deutschen Zwangsmaßnahmen von China für 99 Jahre an das Deutsche Reich verpachtet. Die chinesische Regierung gibt alle Hoheitsrechte innerhalb des Pachtgebietes sowie einer 50 km breiten Sicherheitszone auf. Zudem erteilt die chinesische Regierung dem Deutschen Reich Konzessionen zum Bau zweier Eisenbahnlinien und dem Abbau örtlicher Kohlevorkommen.
- 1901: In Bremen wird Kaiser Wilhelm II. bei einem Attentat durch den Arbeiter Dietrich Weiland leicht am Kopf verletzt.
- 1925: Die belgischen Ostkantone werden nach fünfjähriger Übergangszeit unter dem Hochkommissar Herman Baltia endgültig ein Teil Belgiens. Der deutsche Gebietsverlust ist im Friedensvertrag von Versailles festgelegt worden.
- 1945: Die deutsche Wehrmacht beginnt im Zweiten Weltkrieg mit der Plattenseeoffensive. Die erfolglose Operation, die bis zum 16. März dauern wird, soll den Vormarsch der Roten Armee stoppen und die ungarischen Ölquellen für das Deutsche Reich sichern.

1953: Georgi Maximilianowitsch Malenkow

- 1953: Georgi Malenkow tritt nach dem Tod Josef Stalins dessen Nachfolge als Generalsekretär der KPdSU und Vorsitzender des Ministerrats der Sowjetunion an, wird jedoch bald von Nikita Chruschtschow abgelöst.
- 1954: Der deutsche Bundeskanzler Konrad Adenauer besucht erstmals die USA, einen wichtigen Verbündeten in der Zeit des Kalten Kriegs.

1957: Flagge Ghanas

- 1957: Die britisch-westafrikanische Kronkolonie Goldküste und das Protektorat Britisch-Togoland werden zu Ghana zusammengefasst und als erstes Land der afrikanischen Tropen von Großbritannien unabhängig. Gleichzeitig erhält Ghana seine Landesflagge und wird als erstes afrikanisches Land Vollmitglied im Commonwealth of Nations.
- 1960: Der Kanton Genf führt als dritter Kanton der Schweiz nach  Waadt und Neuenburg das Frauenstimmrecht ein.

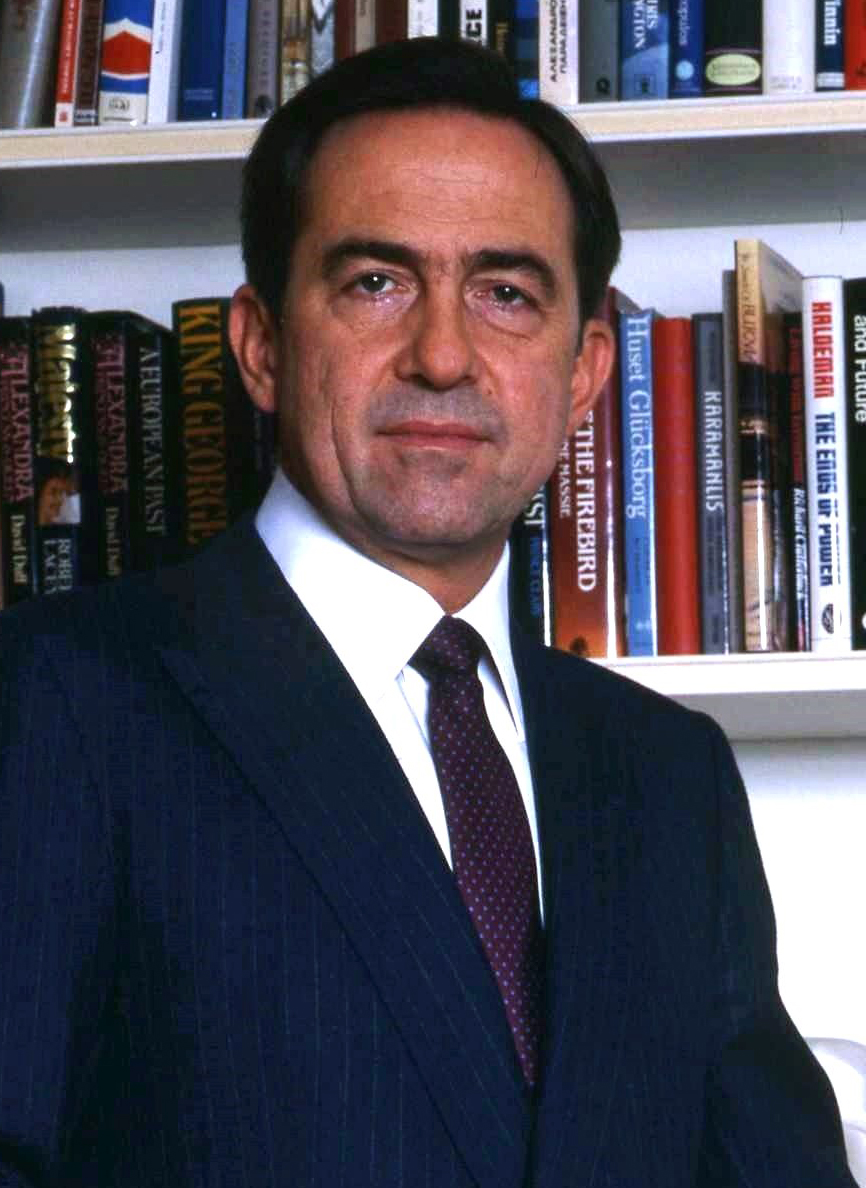
1964: Konstantin II.

- 1964: Nach dem Tod seines Vaters Paul I. wird Konstantin II. König von Griechenland, der letzte König auf dem griechischen Thron.
- 1966: Bei der Nationalratswahl in Österreich erreicht die ÖVP unter Josef Klaus mit vier zusätzlichen Mandaten erstmals nach dem Krieg die absolute Mehrheit.
- 1975: Der Irak unter Saddam Hussein und der Iran unter Schah Mohammad Reza Pahlavi schließen das Abkommen von Algier über den Grenzverlauf am Schatt al-Arab und gegenseitige Sicherheitsgarantien.
- 1983: Die Wahlen zum 10. Deutschen Bundestag bestätigen den fünf Monate zuvor durch ein konstruktives Misstrauensvotum gewählten Bundeskanzler Helmut Kohl im Amt. Seine Partei, die CDU, gewinnt Stimmen und Mandate. Die Grünen überwinden mit 5,6 % zum ersten Mal die Fünf-Prozent-Hürde.
- 1999: In Kambodscha wird mit Ta Mok der letzte hochrangige Rote Khmer festgenommen.

### Wirtschaft

1899: Aspirin (Strukturformel)

- 1899: Die Firma Bayer AG lässt die von Arthur Eichengrün und Felix Hoffmann entwickelte Acetylsalicylsäure unter dem Namen Aspirin als Markenzeichen eintragen.
- 1912: Die im Friedensvertrag von 1904 festgelegte Eisenbahnverbindung zwischen Arica in Chile und der bolivianischen Hauptstadt La Paz wird eröffnet. Bolivien, das durch den verlorenen Salpeterkrieg zu einem Binnenland geworden ist, erhält von Chile das Recht auf zollfreien Warentransit und Freihafenrechte in Arica und damit faktisch wieder einen Meerzugang.
- 1930: In Springfield, Massachusetts, wird von der Firma Birdseye zum ersten Mal weltweit Tiefkühlkost verkauft.
- 1995: Die niederländische ING Bank übernimmt zum symbolischen Preis von einem Pfund Sterling die zahlungsunfähig gewordene britische Barings Bank.

### Wissenschaft und Technik

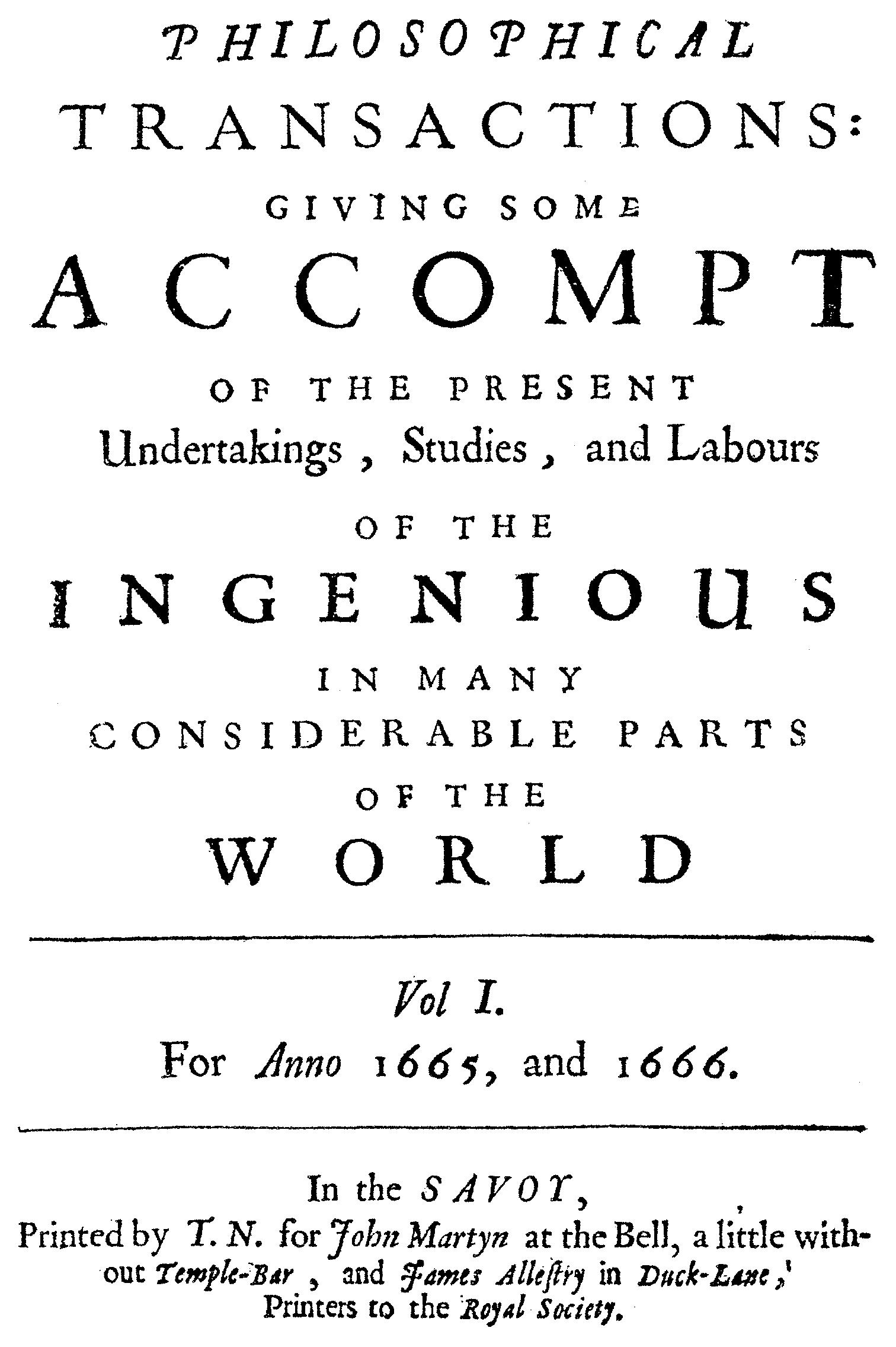
1665: Philosophical Transactions

- 1665: Die erste Ausgabe der Philosophical Transactions, der weiterhin von der Royal Society in London herausgegebenen Zeitschrift, wird publiziert.

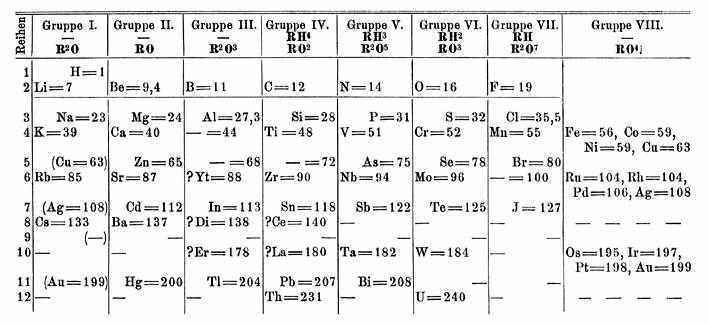
1869: Mendelejews Periodensystem

- 1869: Dmitri Mendelejew stellt sein Periodensystem der Elemente unter dem Titel Die Abhängigkeit der chemischen Eigenschaften der Elemente vom Atomgewicht vor. Damit kann er auch Eigenschaften von bis dahin unbekannten Elementen vorhersagen.
- 1986: Die sowjetische Raumsonde Vega 1 passiert den Halleyschen Kometen in knapp 8900 km Entfernung. Drei Tage später folgt ihre Schwestersonde Vega 2.
- 2015: Die NASA-Raumsonde Dawn erreicht den Orbit des Zwergplaneten Ceres.

### Kultur
- 1710: Die Stele der Nautae Parisiaci aus dem gallorömischen Lutetia (dem heutigen Paris) wird entdeckt.
- 1801: Der Schriftsteller Donatien Alphonse François de Sade wird unter dem Verdacht verhaftet, Urheber des anonym erschienenen Romans Die neue Justine oder Das Unglück der Tugend zu sein.
- 1831: Am Teatro Carcano in Mailand erfolgt die Uraufführung der Oper La sonnambula (Die Schlafwandlerin) von Vincenzo Bellini. Das Libretto stammt von Felice Romani nach einer Ballett-Pantomime von Eugène Scribe und Jean-Pierre Aumer.
- 1838: Das Stück Weh dem, der lügt! von Franz Grillparzer wird am Wiener Burgtheater uraufgeführt. Das Lustspiel, dessen Stoff der Dichter aus der Historia Francorum des Gregor von Tours bezogen hat, führt zu einem Skandal, der Grillparzer dazu bewegt, sich aus der Öffentlichkeit zurückzuziehen.
- 1841: Die Uraufführung der Oper Les diamants de la couronne (Die Krondiamanten) von Daniel-François-Esprit Auber findet an der Opéra-Comique in Paris statt.

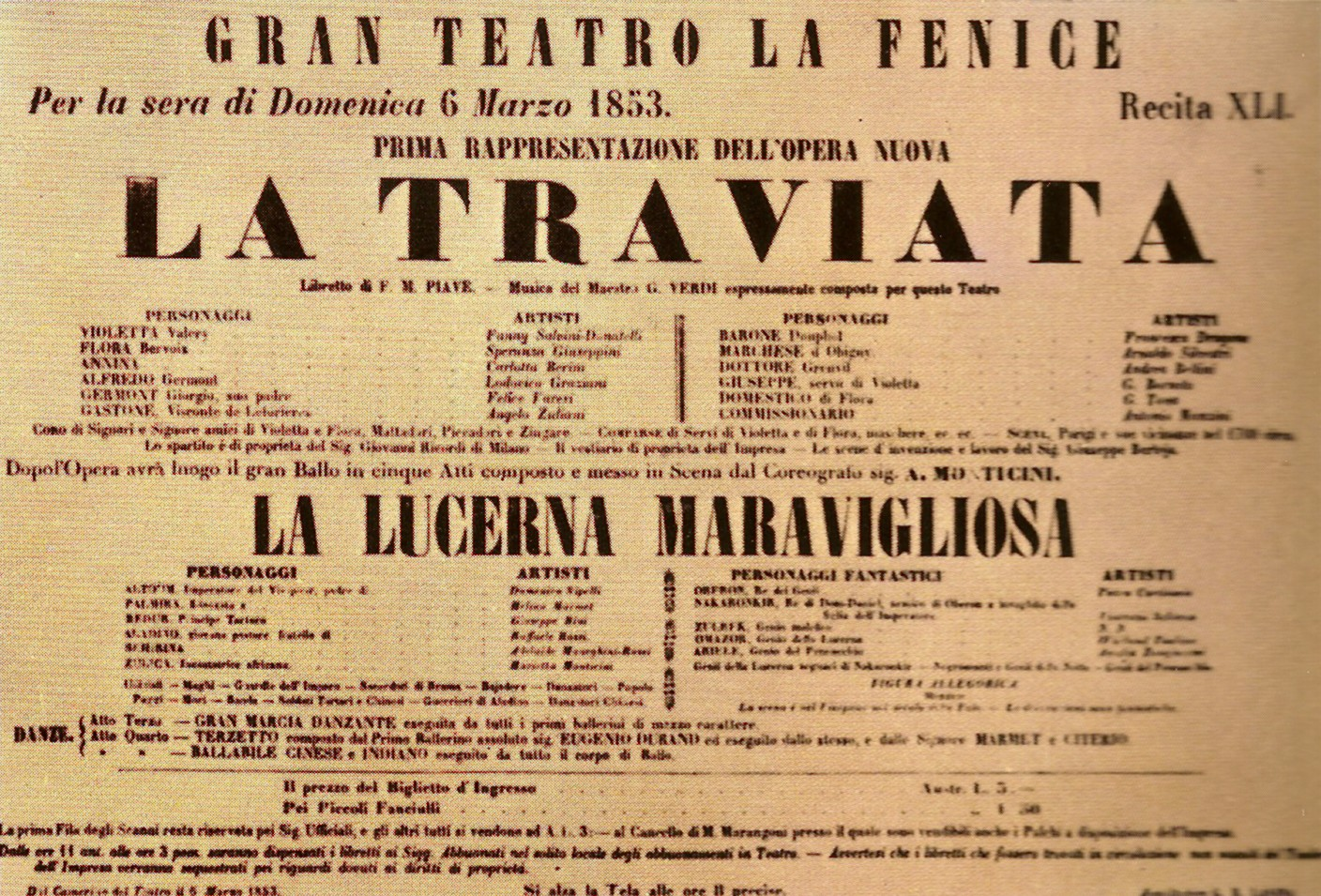
1853: Plakat für La traviata

- 1853: Giuseppe Verdis Oper La traviata mit dem Libretto von Francesco Maria Piave nach dem Roman La dame aux camélias von Alexandre Dumas dem Jüngeren wird am Teatro La Fenice in Venedig uraufgeführt und fällt zunächst beim Publikum durch. Erst eine überarbeitete Neuversion wird später zu einer der erfolgreichsten Opern der Musikgeschichte.
- 1980: Die Autorin Marguerite Yourcenar wird als erste Frau in die Académie française aufgenommen.

### Gesellschaft

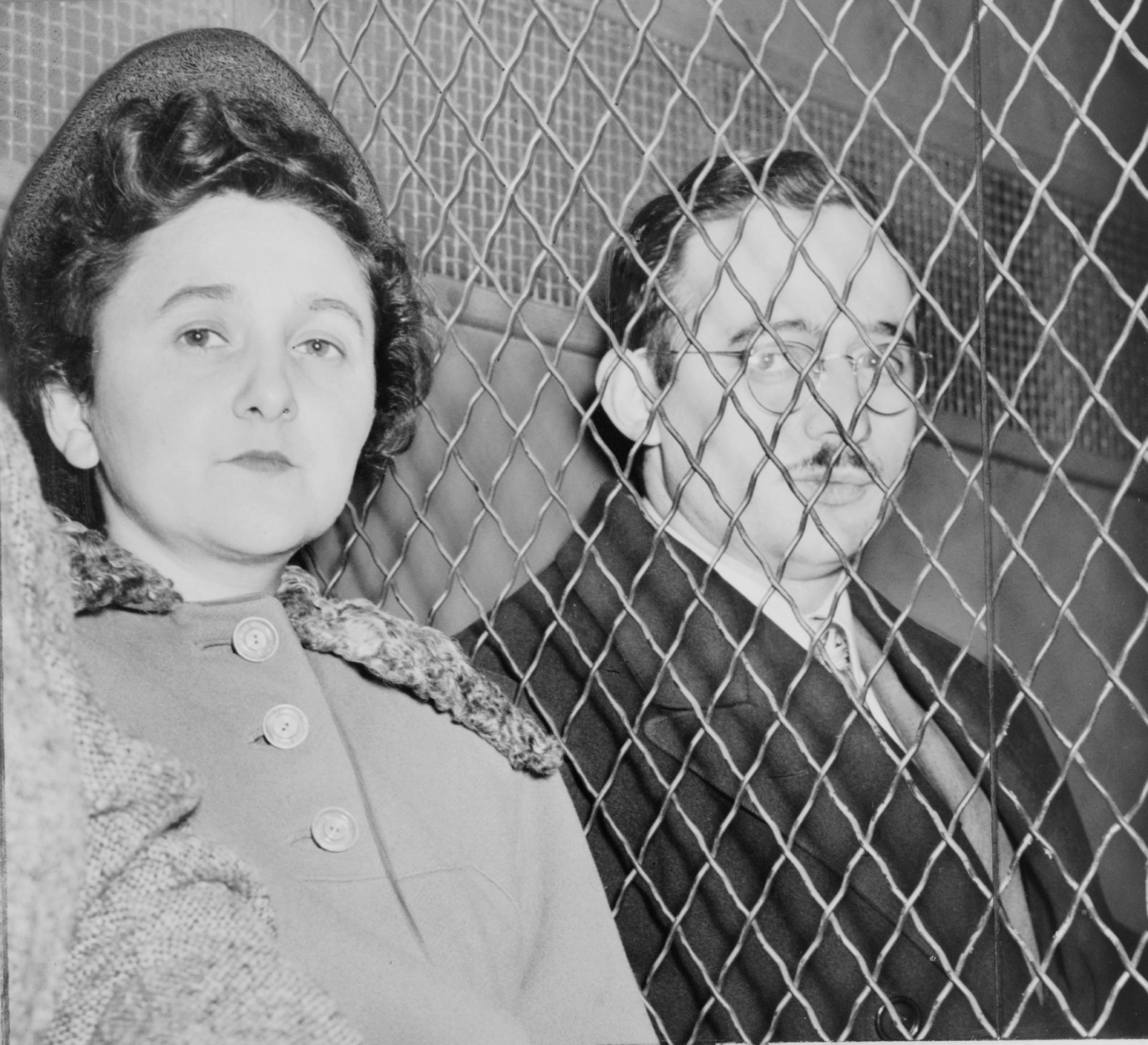
1951: Ethel und Julius Rosenberg

- 1951: In New York City wird der Strafprozess gegen Ethel und Julius Rosenberg eröffnet. Die Anklage wirft ihnen Atomspionage für die Sowjetunion vor.
- 1967: Swetlana Allilujewa, die einzige Tochter des früheren sowjetischen Staats- und Parteichefs Josef Stalin, reist in die USA ein und lässt sich dort nieder.
- 1981: Marianne Bachmeier erschießt im Gerichtssaal des Lübecker Gerichtshauses Klaus Grabowski, den mutmaßlichen Mörder ihrer Tochter Anna, auf der Anklagebank.
- 2005: Mehrere Täter stehlen aus einem Hotel im norwegischen Moss drei Werke Edvard Munchs. Die Polizei kann die Diebe einen Tag später dingfest machen.

### Religion

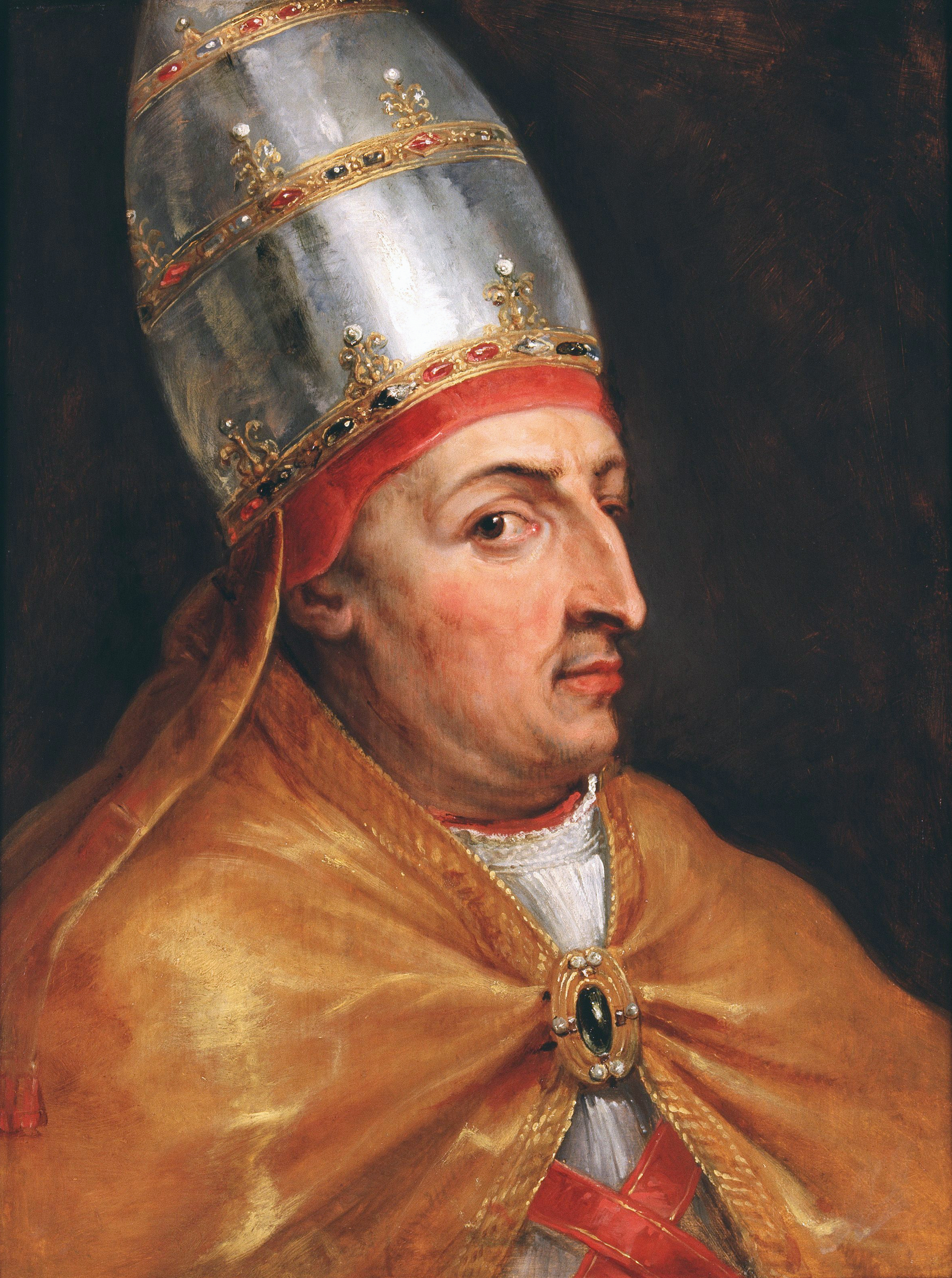
1447: Nikolaus V.

- 1447: Nikolaus V. wird als Nachfolger des verstorbenen Eugen IV. zum Papst gewählt.
- 1642: Mit der Bulle In eminenti wendet sich Papst Urban VIII. gegen die Ausbreitung des Jansenismus und zensiert das 1640 erschienene Werk Augustinus des niederländischen Theologen Cornelius Jansen. Den Anhängern der Lehre wirft er Ketzerei vor.

### Katastrophen

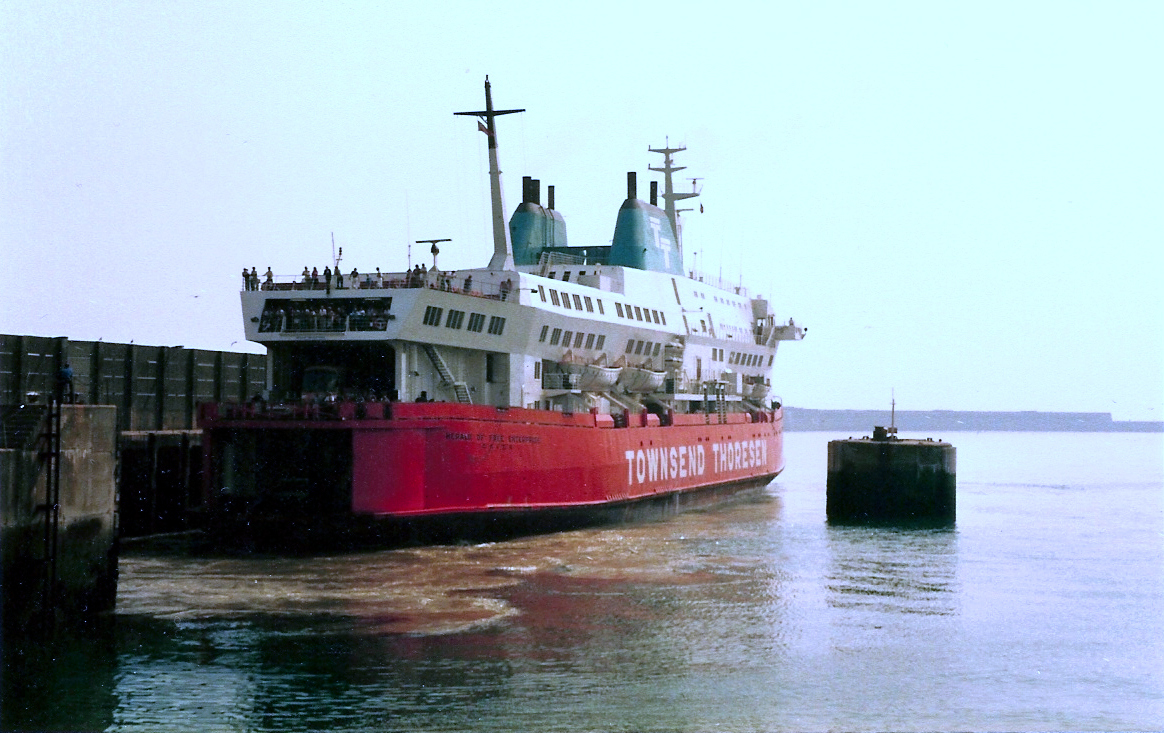
1987: Herald of Free Enterprise in Dover

- 1987: Das britische Fährschiff Herald of Free Enterprise kentert vor dem Hafen von Zeebrugge, wobei 193 Menschen sterben.
- 2003: Eine Boeing 737 der Air Algérie kommt beim Start von Tamanrasset von der Startbahn ab. Von den 103 Menschen an Bord sterben 102.

Kleinere Unglücksfälle sind in den Unterartikeln von Katastrophe und in der Liste von Katastrophen aufgeführt.

### Sport
- 1902: Mit dem Eintrag ins Vereinsregister wird der seit 1897 bestehende Fußballklub Real Madrid offiziell gegründet.
- 1976: Der Österreicher Anton Innauer bekommt als erster Skispringer fünfmal die Bestnote 20 für einen Sprung in Oberstdorf.

Einträge von Leichtathletik-Weltrekorden befinden sich unter der jeweiligen Disziplin unter Leichtathletik.

## Geboren

### Vor dem 18. Jahrhundert
- 1340: John of Gaunt, 1. Duke of Lancaster, englischer Prinz aus dem Geschlecht der Anjou-Plantagenêt
- 1405: Johann II. von Kastilien, König von Kastilien und León

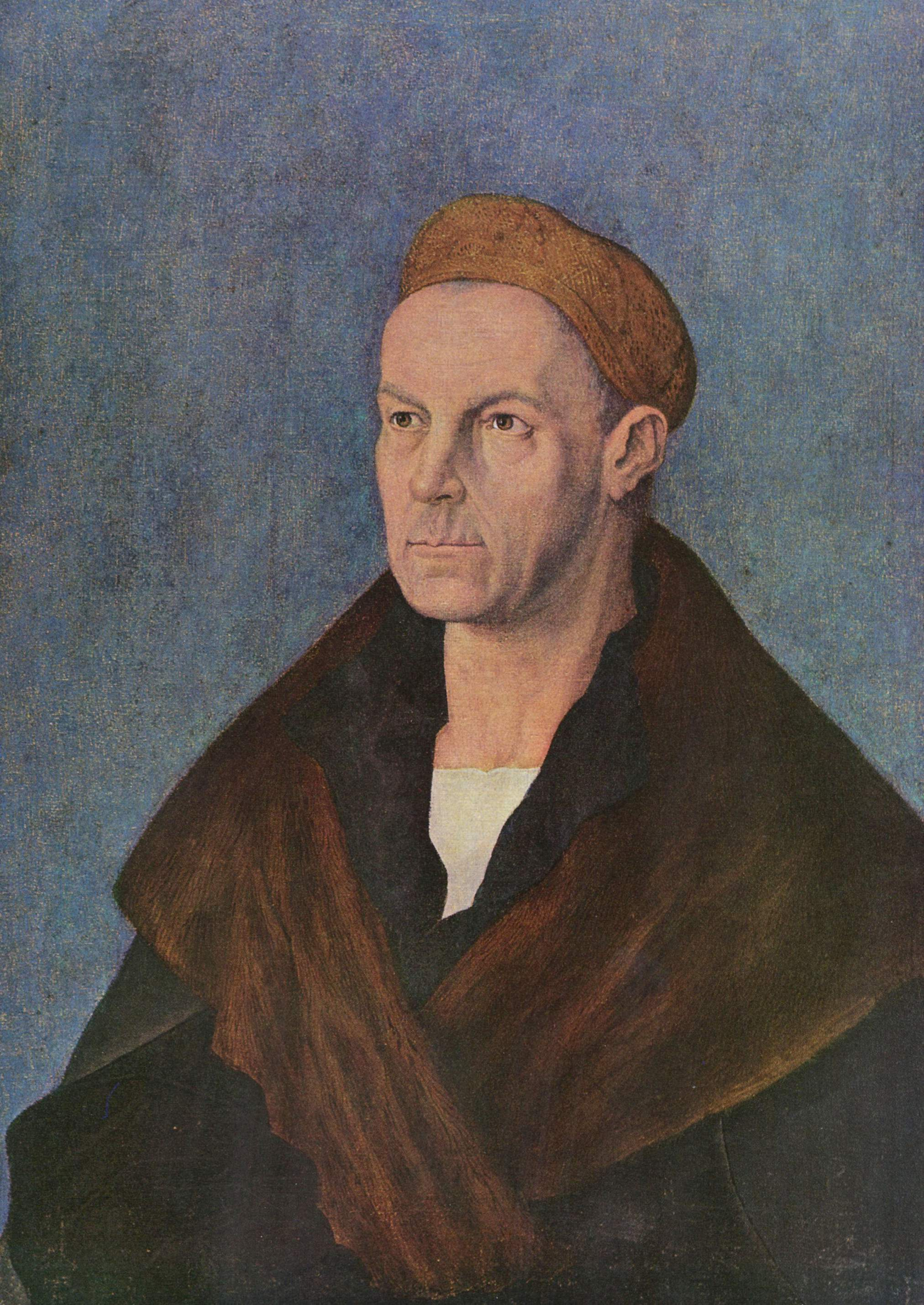
Jakob Fugger (* 1459)

- 1459: Jakob Fugger der Reiche, deutscher Kaufmann, Montanunternehmer und Bankier
- 1475: Michelangelo, italienischer Bildhauer, Maler, Architekt und Dichter
- 1483: Francesco Guicciardini, italienischer Politiker und Historiker (Geschichte Italiens), Freund von Niccolò Machiavelli
- 1486: Francysk Skaryna, belarussischer Humanist und Buchdrucker („erster Drucker von Belarus“)

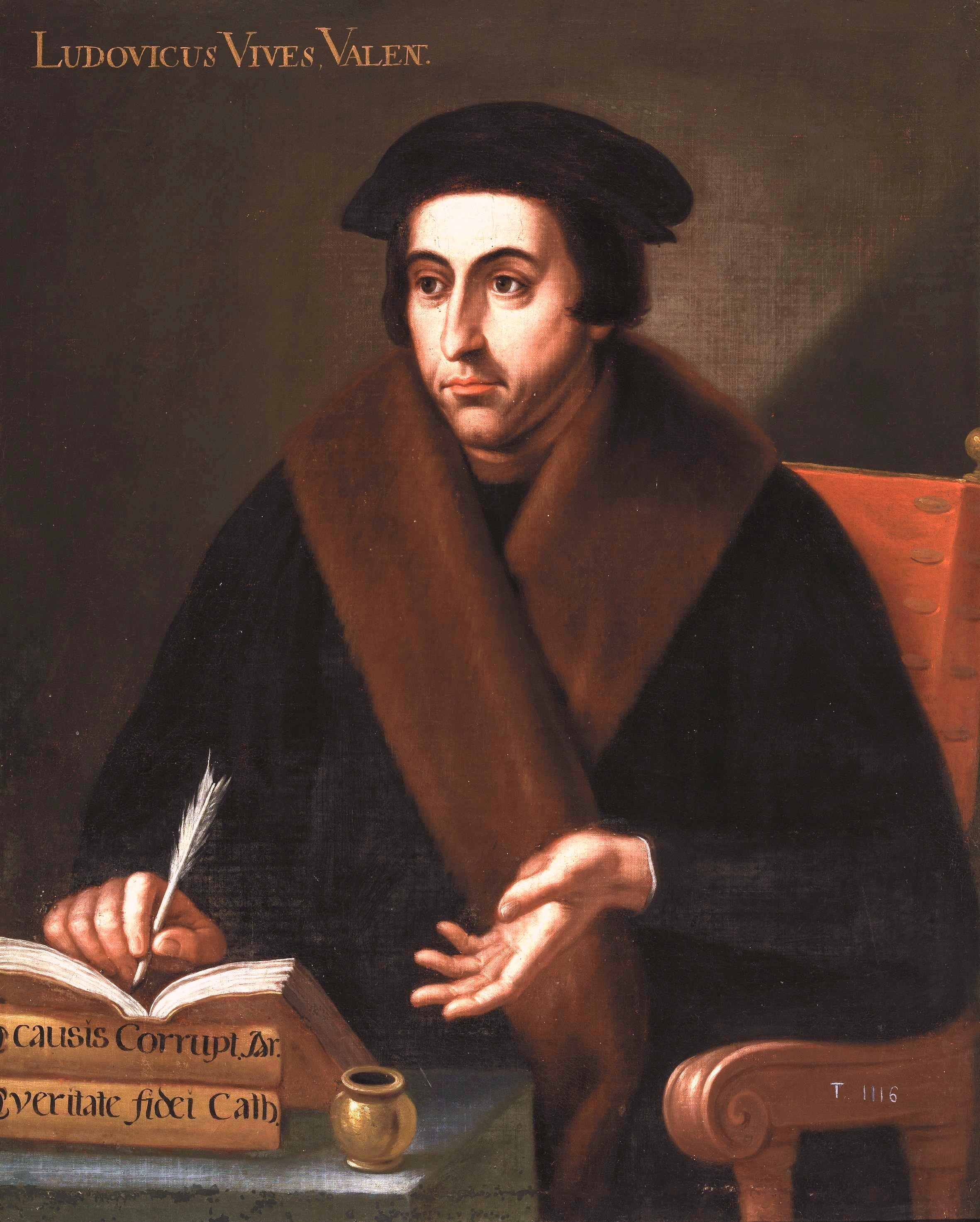
Juan Luis Vives (* 1492)

- 1492: Juan Luis Vives, spanischer Humanist, Philosoph und Lehrer
- 1508: Humayun, Großmogul von Indien
- 1585: Francesco Corner, Doge von Venedig
- 1586: Lucas Cranach III., deutscher Maler
- 1615: Caspar Dietrich von Fürstenberg, Kanoniker, Kavallerieobrist, Alchimist und Künstler
- 1618: Philipp Ernst Förster, Hof- und Justizrat und Kanzleidirektor der Grafen zu Stolberg-Wernigerode
- 1619: Cyrano de Bergerac, französischer Schriftsteller
- 1649: Johann Philipp Krieger, deutscher Komponist, Organist und Kapellmeister
- 1654: Ludovico Roncalli, italienischer Edelmann und Komponist
- 1657: Auguste Magdalene von Hessen-Darmstadt, deutsche Dichterin
- 1660: Francesco II. d’Este, Herzog von Modena und Reggio
- 1663: Francis Atterbury, englischer Geistlicher, Bischof von Rochester
- 1667: Kambaksh, Prinz der indischen Mogul-Dynastie
- 1669: Georg Theodor Barthold, deutscher Mediziner
- 1694: Antal Grassalkovich I., ungarischer Staatsmann
- 1696: Joseph Anton Feuchtmayer, bedeutender Stuckateur und Bildhauer des Rokoko

### 18. Jahrhundert
- 1701: Louis-René de Caradeuc de La Chalotais, französischer Jurist
- 1718: Wilhelm Heinrich, Fürst von Nassau-Saarbrücken
- 1719: John Tarleton, britischer Kaufmann und Bürgermeister von Liverpool

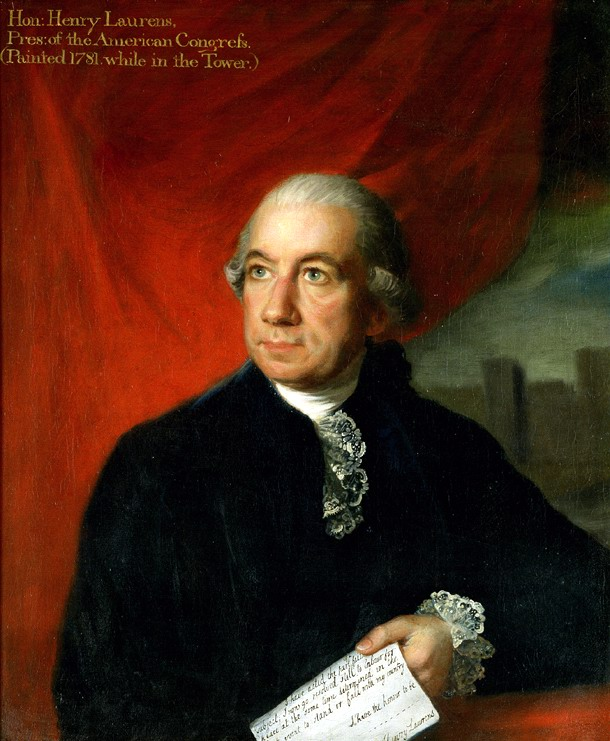
Henry Laurens (* 1724)

- 1724: Henry Laurens, US-amerikanischer Kaufmann und politischer Führer im Amerikanischen Unabhängigkeitskrieg
- 1725: Henry Benedict Stuart, Kardinalbischof von Frascati und Ostia-Velletri
- 1737: David von Wyss der Ältere, Bürgermeister von Zürich
- 1745: Kazimierz Pułaski, polnischer Adliger, Anführer der Konföderation von Bar, General im Amerikanischen Unabhängigkeitskrieg

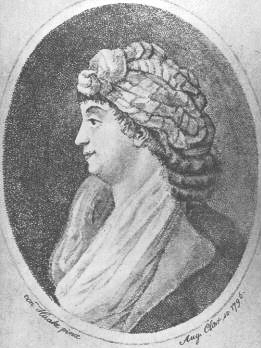
Josepha Duschek (* 1754)

- 1754: Josepha Duschek, Sängerin, Pianistin und Komponistin
- 1755: Jean-Pierre Claris de Florian, französischer Dichter
- 1756: Beda Aschenbrenner, deutscher Professor für Kirchenrecht und Abt
- 1759: Johanna Dorothea Stock, deutsche Malerin, Zeichnerin und Kopistin
- 1760: Amalie Zephyrine von Salm-Kyrburg, Fürstin von Hohenzollern-Sigmaringen
- 1761: Antoine-François Andréossy, französischer General und Staatsmann
- 1763: Jean-Xavier Lefèvre, Schweizer Komponist und Musikpädagoge
- 1765: Jan Kops, niederländischer reformierter Theologe und Agrarwissenschaftler
- 1765: Alois von Reding, Schweizer Politiker und Militär
- 1766: George Spencer-Churchill, 5. Duke of Marlborough, britischer Adliger und Politiker
- 1779: Antoine-Henri Jomini, Schweizer Militärtheoretiker und General
- 1781: Ignaz Franz Castelli, österreichischer Dichter und Dramatiker
- 1784: Anselme Gaëtan Desmarest, französischer Zoologe und Schriftsteller
- 1785: Gesche Gottfried, deutsche Serienmörderin

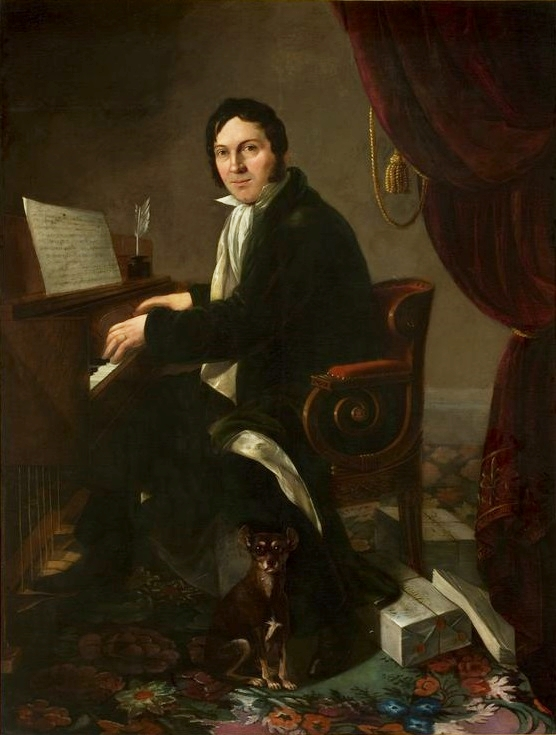
Karol Kurpiński (* 1785)

- 1785: Karol Kurpiński, polnischer Komponist
- 1787: Joseph von Fraunhofer, deutscher Optiker und Physiker, Begründer des wissenschaftlichen Fernrohrbaus, Namensgeber der Fraunhofer-Gesellschaft
- 1791: Jakob Ganz, Schweizer Prediger und Autor
- 1793: Wilhelm August Friedrich Genßler, deutscher evangelischer Geistlicher
- 1793: Bernhard Klein, deutscher Komponist
- 1795: Joseph Sprißler, deutscher römisch-katholischer Priester, Abgeordneter der Frankfurter Nationalversammlung
- 1797: Johann Heinssen, deutscher Orgelbauer
- 1798: Jacques Jasmin, französischer Dichter
- 1799: Thomas Witlam Atkinson, englischer Reiseschriftsteller

### 19. Jahrhundert

#### 1801–1850
- 1803: Friedrich Wilhelm von Tigerström, deutscher Rechtswissenschaftler

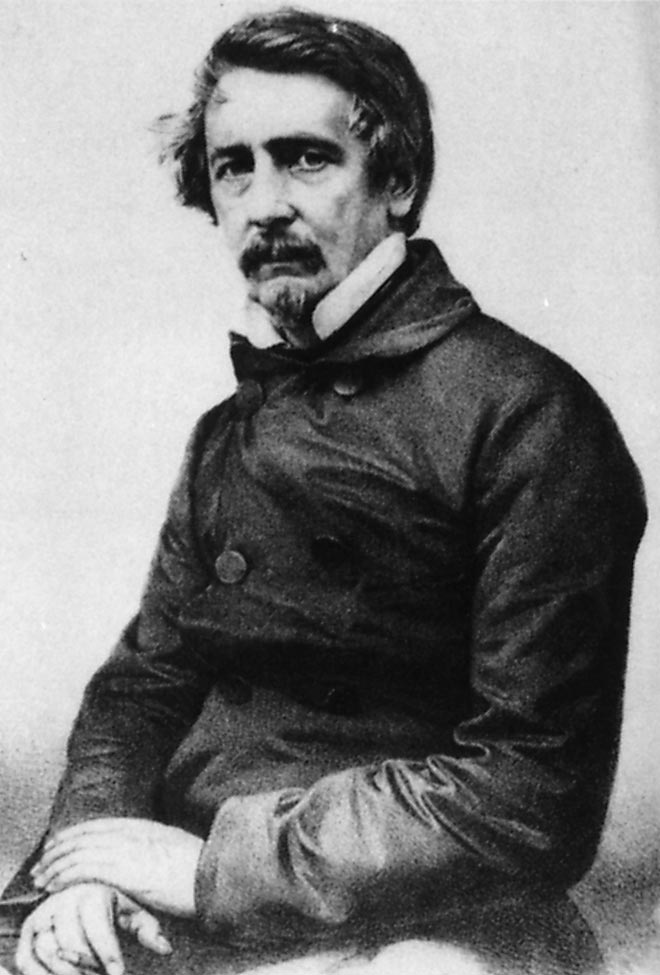
Louis Stromeyer (* 1804)

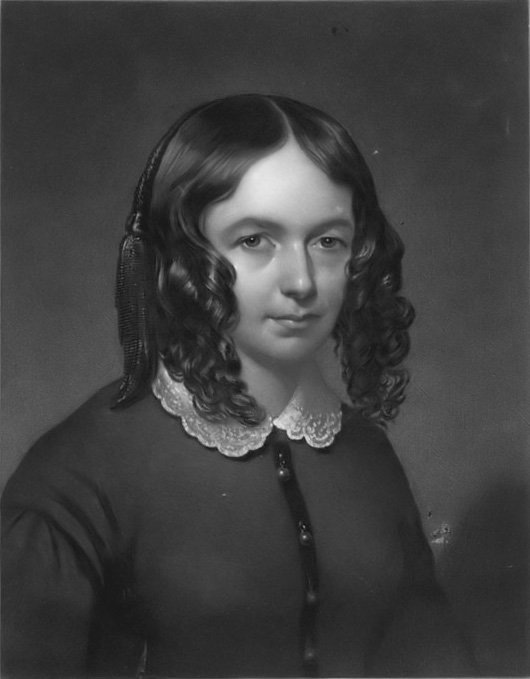
Elizabeth Barrett Browning (* 1806)

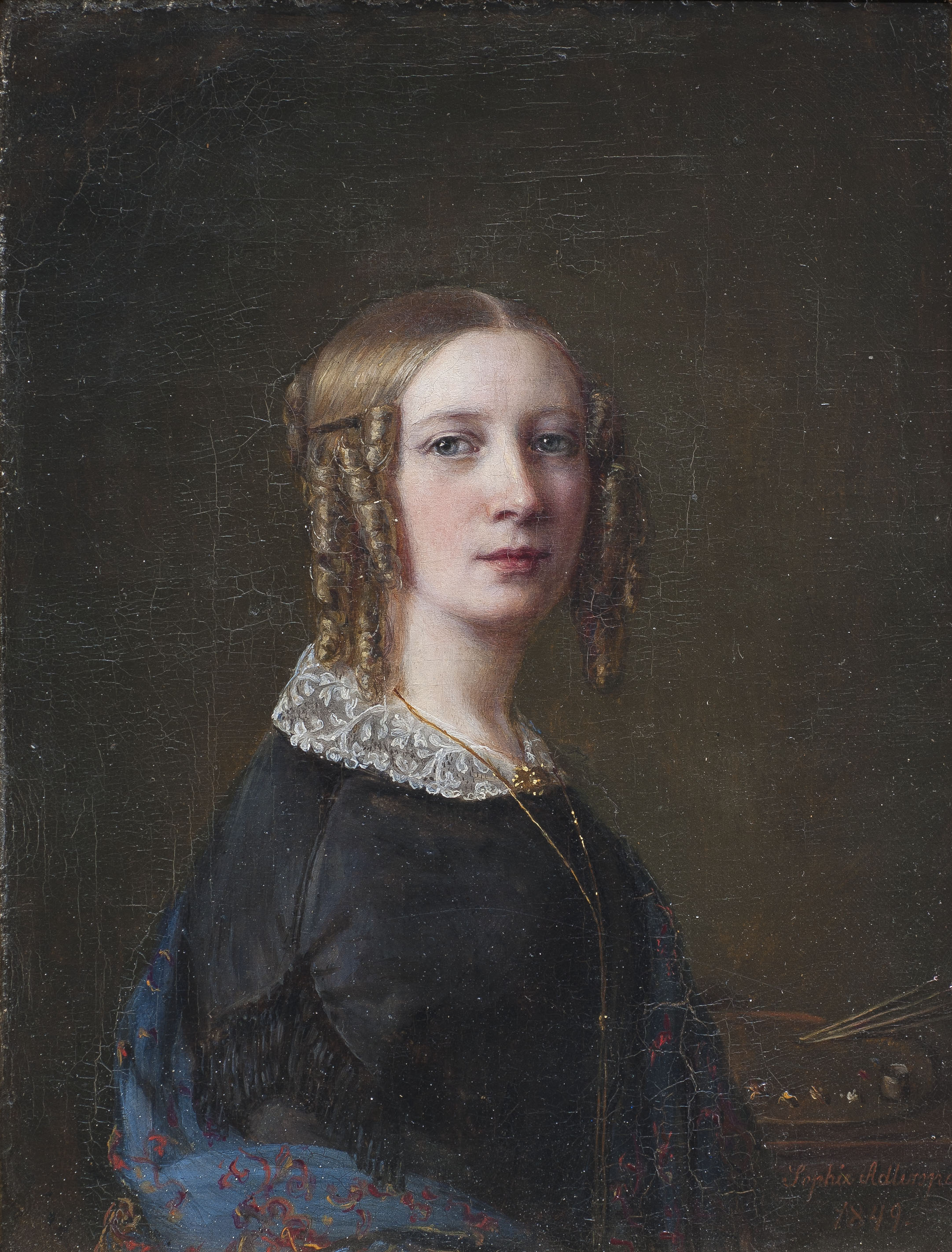
Sofia Adlersparre (* 1808)

- 1804: Louis Stromeyer, deutscher Chirurg, Professor und Generalarzt
- 1806: Elizabeth Barrett Browning, britische Dichterin
- 1808: Sophie Adlersparre, schwedische Malerin
- 1810: George Robert Waterhouse, britischer Zoologe und Naturforscher
- 1811: Johann Claussen Schmid, deutscher Orgelbauer
- 1812: Aaron Lufkin Dennison, US-amerikanischer Uhrmacher und Unternehmer
- 1812: Bruno Hildebrand, deutscher Wirtschaftswissenschaftler und Politiker
- 1813: William F. M. Arny, US-amerikanischer Politiker, Gouverneur des New-Mexico-Territoriums
- 1815: Lewis Gordon, schottischer Ingenieur, Hochschullehrer, Erfinder und Unternehmer
- 1823: Karl I., württembergischer König
- 1823: Joseph Renftle, altkatholischer Geistlicher
- 1826: Marietta Alboni, italienische Opernsängerin (Alt)
- 1826: Emil Heinrich Otto Müller, deutscher Altphilologe und Pädagoge
- 1827: Julius Otto Grimm, baltisch-deutscher Komponist und Dirigent
- 1827: Wilhelm Carl Heraeus, deutscher Apotheker, Chemiker und Unternehmer, Gründer des Familienunternehmens Heraeus
- 1827ː Elisabeth Müller, deutsche Schriftstellerin

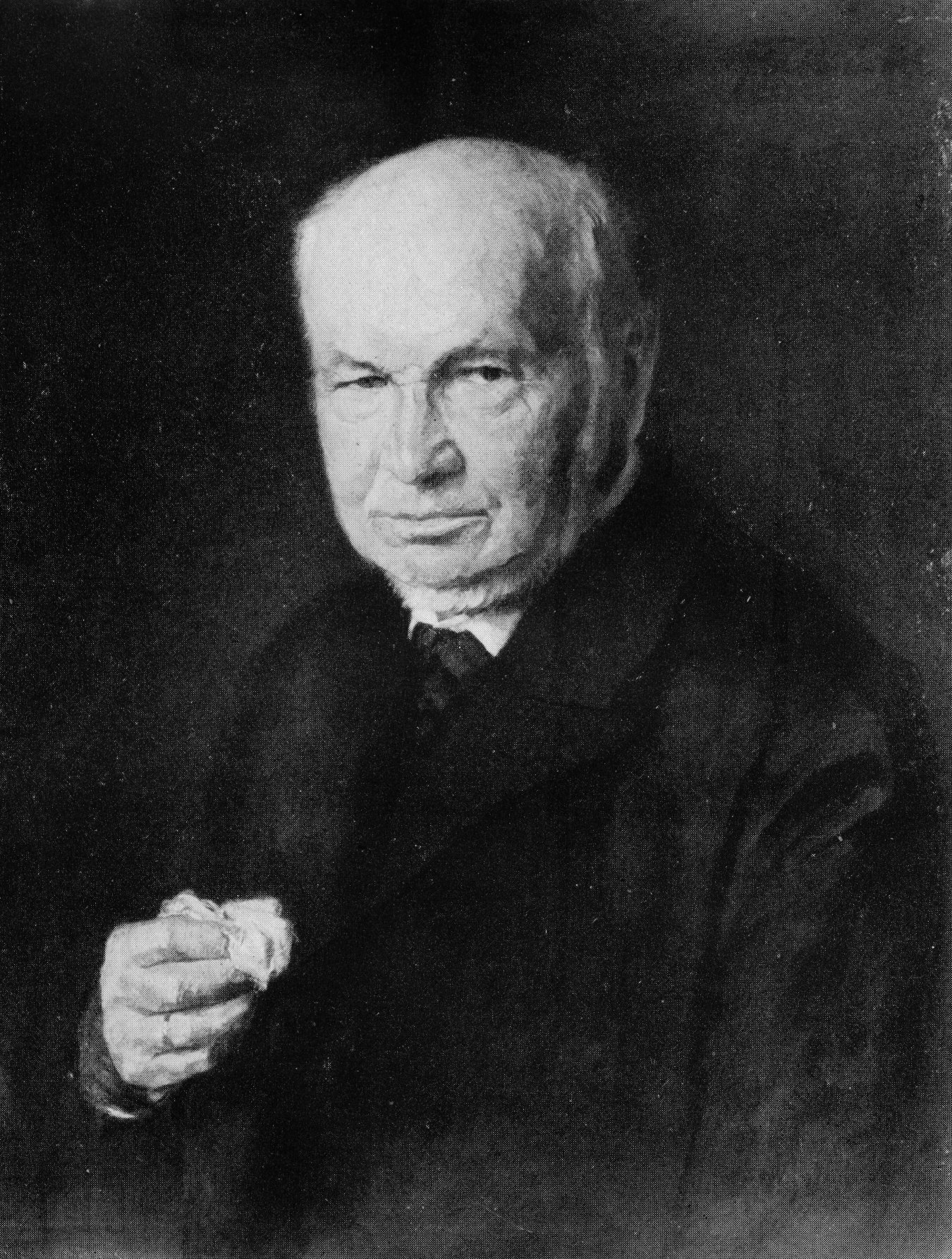
Friedrich von Bodelschwingh (* 1831)

- 1831: Friedrich von Bodelschwingh der Ältere, deutscher Pastor und Theologe, Mitarbeiter der Inneren Mission
- 1831: Philip Sheridan, US-amerikanischer General, Oberbefehlshaber des Heeres
- 1838: Szymon Winawer, polnischer Schachspieler
- 1839: Olegario Víctor Andrade, argentinischer Dichter
- 1839ː Ada Christen, österreichische Schriftstellerin
- 1839: Reinhard Kekulé von Stradonitz, deutscher Archäologe
- 1840: Gustave Ruiz, französischer Komponist
- 1841: Alfred Cornu, französischer Physiker
- 1843: Arthur Napoleão, brasilianischer Komponist
- 1847: Cesare Arzelà, italienischer Mathematiker
- 1847: Johann Georg Hagen, österreichischer Jesuit und Astronom
- 1848: Viktor Weißhaupt, deutscher Maler
- 1849: August Luchs, deutscher Altphilologe

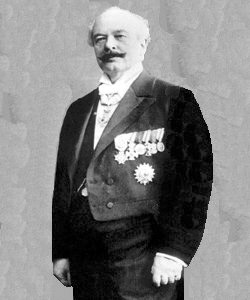
Georg Luger (* 1849)

- 1849: Georg Luger, österreichischer Waffentechniker, Erfinder der Parabellum-Pistole
- 1850: Victoria Benedictsson, schwedische Schriftstellerin

#### 1851–1900
- 1851: Karl Schlau, livländischer Pfarrer und Märtyrer
- 1852: Josef Bayer, österreichischer Komponist
- 1852: Joseph Deniker, französischer Anthropologe und Rassentheoretiker
- 1855: Walter Friedensburg, deutscher Archivar und Historiker
- 1858: Jiří Polívka, tschechischer Slawist, Literaturwissenschaftler und Folklorist
- 1858: Gustav Wied, dänischer Schriftsteller
- 1859: Louis Boutan, französischer Biologe
- 1864: Karel Buchtela, tschechischer Archäologe
- 1866: Hans Christiansen, deutscher Maler und Kunsthandwerker
- 1870: Oscar Straus, österreichischer Operettenkomponist

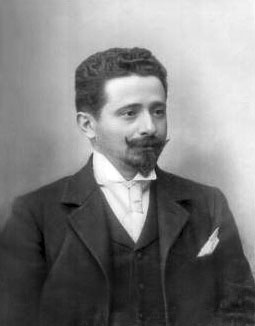
Afonso Costa (* 1871)

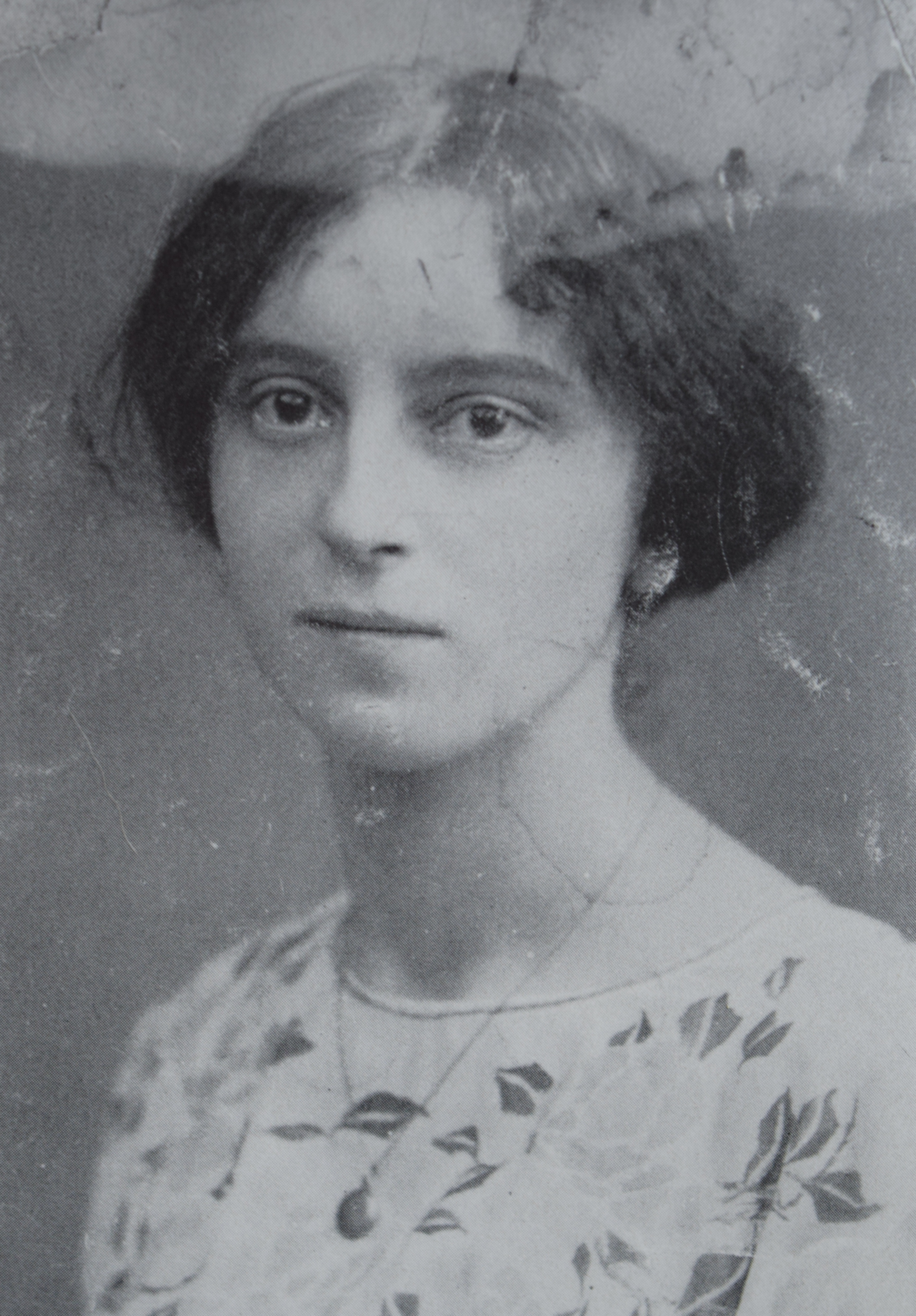
Maria Uhden (* 1892)

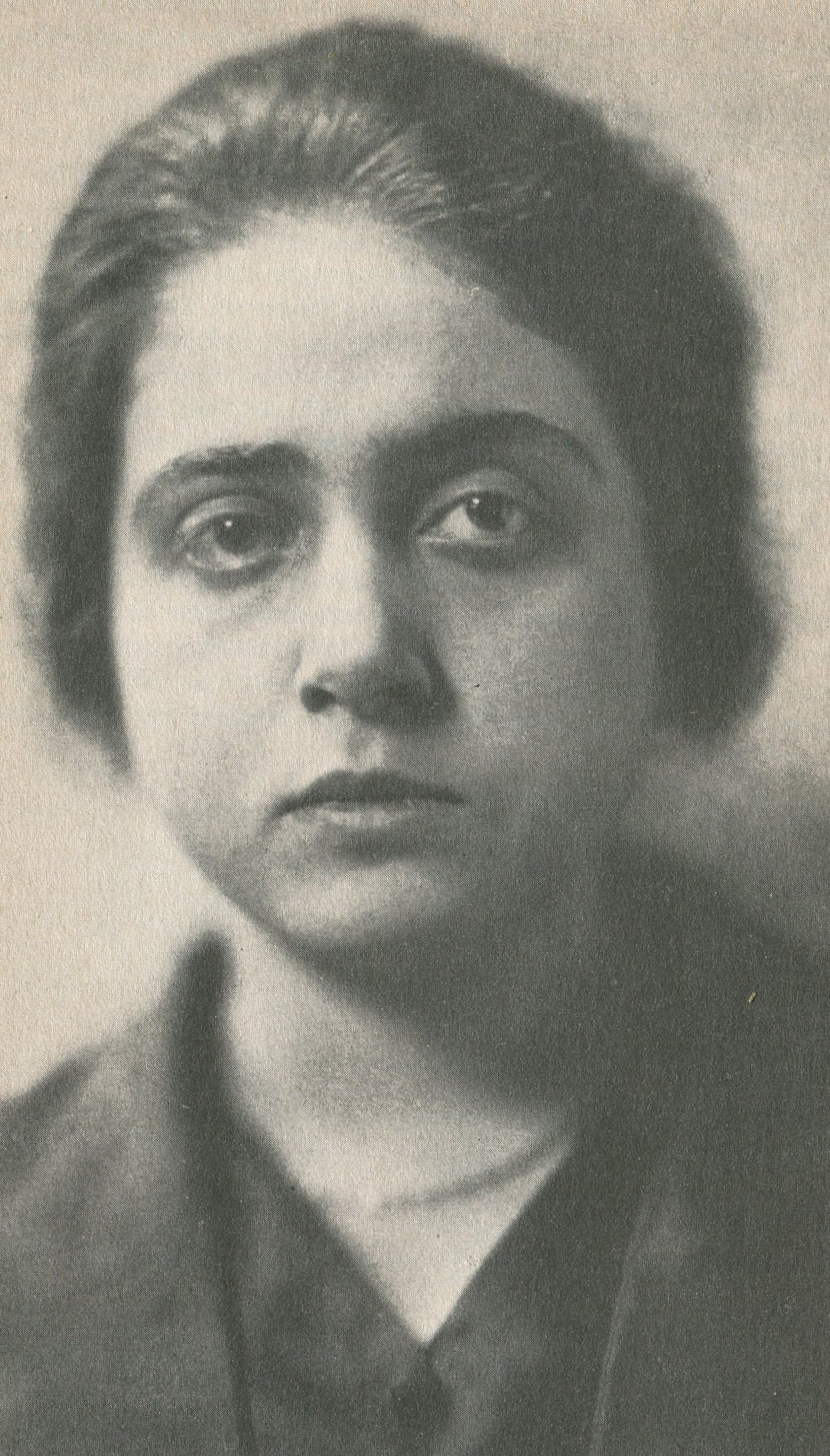
Therese Giehse (* 1892)

- 1871: Afonso Costa, portugiesischer Finanzminister und Ministerpräsident
- 1871: Fritz Ehrler, deutscher Gewerkschaftsfunktionär und Politiker
- 1872: Johan Bojer, norwegischer Schriftsteller
- 1872: Paul Juon, russischer Komponist
- 1876: Erna von Dobschütz, deutsche Porträtmalerin
- 1876: Hedda Eulenberg, deutsche Übersetzerin
- 1879: Gerhard Bock, deutscher Sportschütze
- 1879: Max Haller, Schweizer evangelischer Geistlicher und Hochschullehrer
- 1880: Jameson Adams, britischer Polarforscher
- 1882: Jean-Pierre Lamboray, Luxemburger Zeichner und Grafiker
- 1882: Charles Moss, britischer Radrennfahrer
- 1884: Paul Amann, österreichischer Schriftsteller und Übersetzer
- 1884: Molla Mallory, norwegische Tennisspielerin
- 1885: Rosario Bourdon, kanadischer Cellist, Dirigent, Komponist und Arrangeur
- 1885: Ring Lardner, US-amerikanischer Sportreporter und Schriftsteller
- 1889: Arnold Fanck, deutscher Bergfilmregisseur
- 1890: Albrecht Graf von Bernstorff, deutscher Diplomat und Widerstandskämpfer gegen den Nationalsozialismus
- 1890: Adolfo Salazar, spanischer Komponist, Musikkritiker und -wissenschaftler
- 1892: Maria Uhden, deutsche Malerin und Grafikerin
- 1893: Daniël Belinfante, niederländischer Komponist
- 1893: Walter „Furry“ Lewis, US-amerikanischer Blues-Gitarrist und -Sänger
- 1893: August Räuber, deutscher Landwirt und Politiker
- 1894: Elisabeth Castonier, deutsche Schriftstellerin
- 1894: Edgar Julius Jung, deutscher Jurist, Politiker und Publizist
- 1895: Anneliese Umlauf-Lamatsch, österreichische Schriftstellerin
- 1896: August Werner, deutscher Fußballspieler
- 1897: Oyinkan Abayomi,  nigerianische Politikerin, Frauenrechtlerin und Lehrerin
- 1897: Joseph Berchtold, deutscher SA-General, erster Reichsführer SS, MdR
- 1897: Knudåge Riisager, dänischer Komponist
- 1897: Robert Lévy, französischer Autorennfahrer
- 1898: Therese Giehse, deutsche Schauspielerin
- 1898: Gus Sonnenberg, US-amerikanischer American-Football-Spieler und Wrestler
- 1900: Evald Aav, estnischer Sänger, Komponist und Chorleiter

### 20. Jahrhundert

#### 1901–1925
- 1901: Naum Iljitsch Achijeser, ukrainischer Mathematiker

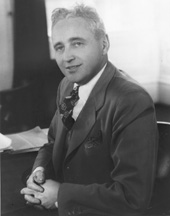
Ernest Gibson (* 1901)

- 1901: Ernest Gibson, jr., US-amerikanischer Politiker
- 1901: Wladimir Sergejewitsch Pyschnow, sowjetischer Aerodynamiker
- 1902: Rudolf Mandrella, deutscher Jurist und Gegner des Nationalsozialismus
- 1902ː Dora Julia Rittmeyer-Iselin, Schweizer Musikwissenschaftlerin und Frauenrechtlerin
- 1904: José Antonio Aguirre, baskischer Politiker
- 1904: Andy Aitkenhead, schottisch-kanadischer Eishockeytorwart
- 1905: Bob Wills, US-amerikanischer Musiker
- 1906: Lou Costello, US-amerikanischer Schauspieler, Produzent und Comedian
- 1906: Lucy Hillebrand, deutsche Architektin
- 1907: Margaretha Reichardt, deutsche Textildesignerin und Grafikerin
- 1908: Walther Kohlhase, deutscher Maler, Grafiker und Kunsterzieher
- 1908: Ollie Sansen, US-amerikanischer American-Football-Spieler

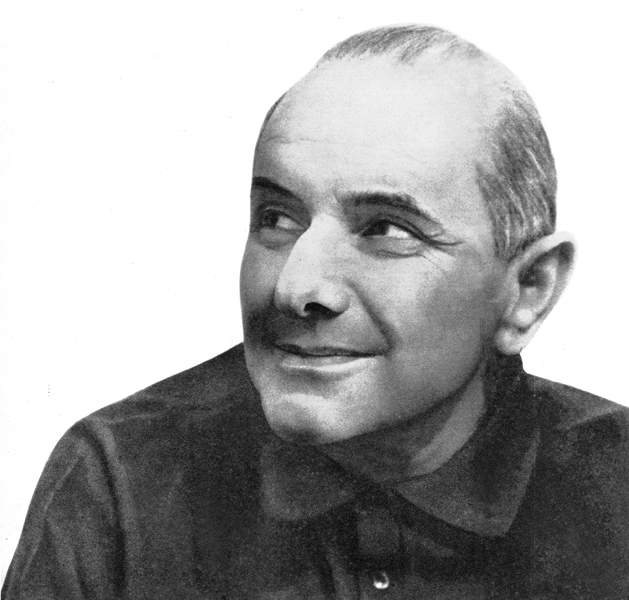
Stanisław Jerzy Lec (* 1909)

- 1909: Stanisław Jerzy Lec, polnischer Aphoristiker
- 1909: Fritz Leese, deutscher Puppenspieler
- 1909: Bill Schindler, US-amerikanischer Autorennfahrer
- 1909: Ōoka Shōhei, japanischer Schriftsteller
- 1910: Rudolf Palme, österreichischer Schachmeister
- 1910: Walter Wunderlich, österreichischer Mathematiker und Geometer
- 1911: Heinrich Homann, deutscher Offizier, Politiker und Parteifunktionär in der DDR, Abgeordneter der Volkskammer
- 1912: Bořivoj Zeman, sowjetischer Filmregisseur und Drehbuchautor
- 1915: Taranath Rao, indischer Perkussionist
- 1915: Benny de Weille, deutscher Klarinettist, Komponist, Arrangeur und Orchesterleiter
- 1916: Hermann Axen, deutscher Politiker und Parteifunktionär in der DDR, Mitglied des Politbüros des ZK der SED
- 1916: Red Callender, US-amerikanischer Bassist und Tubist
- 1916: Virginia Gregg, US-amerikanische Schauspielerin
- 1917: Samael Aun Weor, kolumbianischer Okkultist
- 1917: Donald Davidson, US-amerikanischer analytischer Philosoph, Schüler von Willard Van Orman Quine
- 1917: Will Eisner, US-amerikanischer Comic-Zeichner
- 1917: Oswald Karch, deutscher Autorennfahrer
- 1918: Howard McGhee, US-amerikanischer Jazz-Trompeter

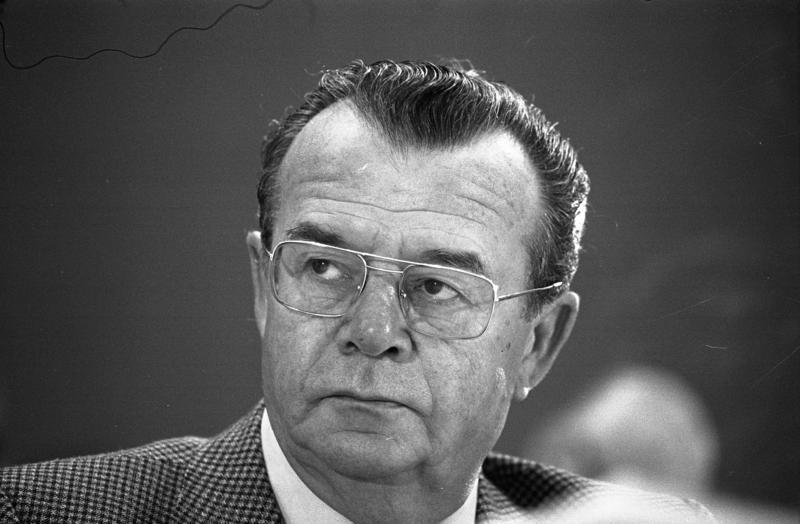
Heinz-Herbert Karry (* 1920)

- 1920: Heinz-Herbert Karry, deutscher Politiker, MdL, Landesminister, Attentatsopfer
- 1921: Hans-Hubertus Bühmann, deutscher Forstwirt und Politiker, MdL
- 1923: Erhard Karkoschka, deutscher Komponist
- 1923: Albert Leibenfrost, österreichischer Politiker und Wirtschaftsfachmann
- 1923: Jürgen von Manger, deutscher Schauspieler, literarischer Kabarettist und Komiker
- 1923: Wes Montgomery, US-amerikanischer Jazz-Gitarrist
- 1924: Sarah Caldwell, US-amerikanische Dirigentin
- 1924: Oskar Marczy, deutscher Politiker, Sport- und Vertriebenenfunktionär, MdL
- 1924: Ottmar Walter, deutscher Fußballspieler, Weltmeister
- 1925ː Patricia Donahue, US-amerikanische Filmschauspielerin
- 1925: Roy Etzel, deutscher Trompeter, Komponist, Texter und Bandleader
- 1925: Richard Kreß, deutscher Fußballspieler
- 1925: Eleonore Schoenfeld, deutsch-US-amerikanische Cellistin und Musikpädagogin

#### 1926–1950
- 1926: Alan Greenspan, US-amerikanischer Wirtschaftswissenschaftler, Vorsitzender der US-Notenbank
- 1926: Miroslav Klega, tschechischer Komponist
- 1926: Jón Nordal, isländischer Komponist und Pianist

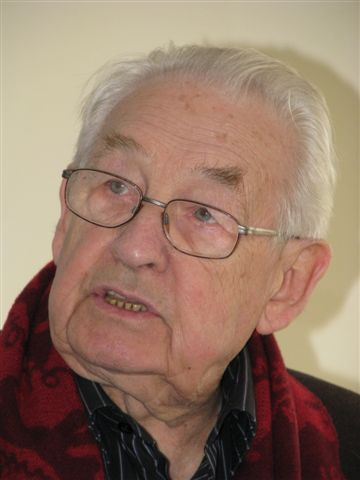
Andrzej Wajda (* 1926)

- 1926: Andrzej Wajda, polnischer Film- und Theaterregisseur
- 1926: Ken Whyld, britischer Schachpublizist und Schachhistoriker
- 1927: Willi Bartels, deutscher Rennfahrer
- 1927: Gordon Cooper, US-amerikanischer Astronaut
- 1927: Gabriel García Márquez, kolumbianischer Schriftsteller (Hundert Jahre Einsamkeit), Journalist und Literaturnobelpreisträger
- 1927: Otto Maychrzak, deutscher Handballspieler
- 1928: Georg Eder, österreichischer Priester, Erzbischof von Salzburg
- 1928: Colin Forbes, britischer Grafikdesigner
- 1928: Ronald Stevenson, schottischer Komponist und Pianist
- 1928: Christa Wehling, deutsche Schauspielerin
- 1929: Nicolas Bouvier, französischer Schriftsteller, Reiseautor und Journalist
- 1929: Günter Kunert, deutscher Schriftsteller
- 1930: Diego Arenhoevel, deutscher Theologe und Gewerkschafter
- 1930: Bo Kaiser, schwedischer Regattasegler
- 1930: Lorin Maazel, US-amerikanischer Dirigent

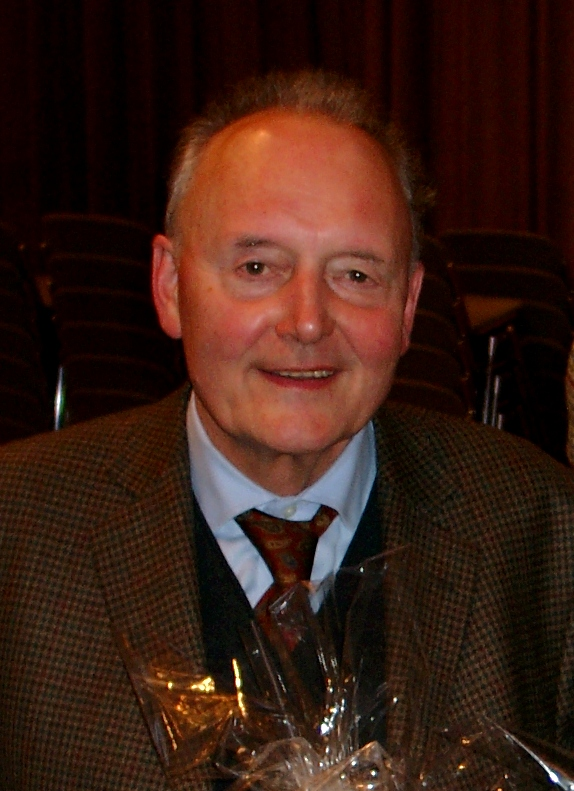
Hermann Rauhe (* 1930)

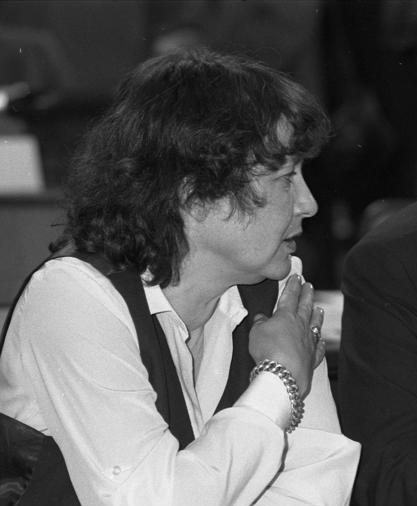
Eva Rühmkorf (* 1935)

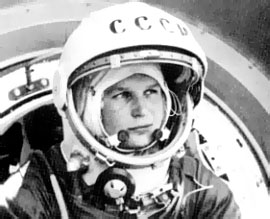
Valentina Tereshkova (* 1937)

- 1930: Hermann Rauhe, deutscher Musikwissenschaftler und -pädagoge
- 1931: Oleksandr Bilasch, ukrainischer Komponist und Dichter
- 1931: Hartmut Maurer, deutscher Rechtswissenschaftler
- 1931: Hal Needham, US-amerikanischer Stuntman, Regisseur, Schauspieler und Drehbuchautor
- 1932: Martin Brecht, deutscher Theologe und Kirchenhistoriker
- 1932: Gisela Bulla geborene Gisela Gottschalk, deutsche Archäologin, Autorin und Politikerin
- 1932: Bronisław Geremek, polnischer Historiker und Politiker, Außenminister, Karlspreisträger
- 1932: Richard Gradley, britischer Turner
- 1932: Hansjörg Häfele, deutscher Politiker, MdB
- 1932: Lauri Honko, finnischer Folklorist und Religionswissenschaftler
- 1933: Willy Schäfer, deutscher Schauspieler
- 1934: Maurice Buffière, französischer Basketballspieler
- 1934ː Marie-France Garaud, französische Politikerin, Mitglied des Europaparlaments
- 1934: Michail Studenezki, sowjetischer Basketballspieler
- 1935: Ron Delany, irischer Mittelstreckenläufer und Olympiasieger
- 1935: Eva Rühmkorf, deutsche Psychologin, Politikerin und Landesministerin
- 1935: Sergio Tagliapietra, italienischer Ruderer
- 1936: Jorge Abbondanza, uruguayischer Kulturjournalist, Kritiker und Künstler
- 1936: Elmar Schloter, deutscher Organist und Dirigent
- 1937: Daniel Andres, Schweizer Komponist und Musiker
- 1937: Ivan F. Boesky, US-amerikanischer Börsen-Spekulant, Insider Händler
- 1937: Doug Dillard, US-amerikanischer Country-Musiker und Komponist
- 1937: Hans-Dieter Grabe, deutscher Regisseur
- 1937: Paul Méfano, französischer Komponist und Musikpädagoge
- 1937: Christa Reich, deutsche Kirchenmusikerin, evangelische Theologin
- 1937: Jürgen Steinert, deutscher Politiker
- 1937: Walentina Wladimirowna Tereschkowa, sowjetische Kosmonautin, erste Frau im All
- 1938: Anna Absolon, deutsche Politikerin
- 1938ː Pauline Boty, Pop-Art-Künstlerin
- 1938: Hans Candrian, Schweizer Bobfahrer
- 1938: Jürgen Gerlach, deutscher Politiker
- 1938: Nat Indrapana, thailändischer Sportfunktionär
- 1938: Ernst Helmut Segschneider, deutscher Volkskundler
- 1939: Kit Bond, US-amerikanischer Politiker
- 1939: Fridolin Luchsinger, Schweizer Journalist
- 1939: Canelita Medina, venezolanische Sängerin
- 1939: Adam Osborne, britisch-US-amerikanischer Buchautor, Softwareentwickler, Computerdesigner, Unternehmensgründer, Erfinder des Laptop

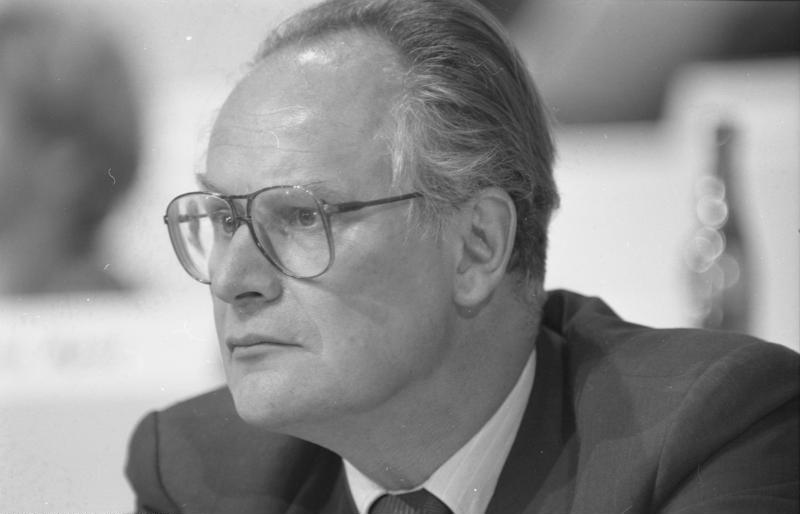
Peter Glotz (* 1939)

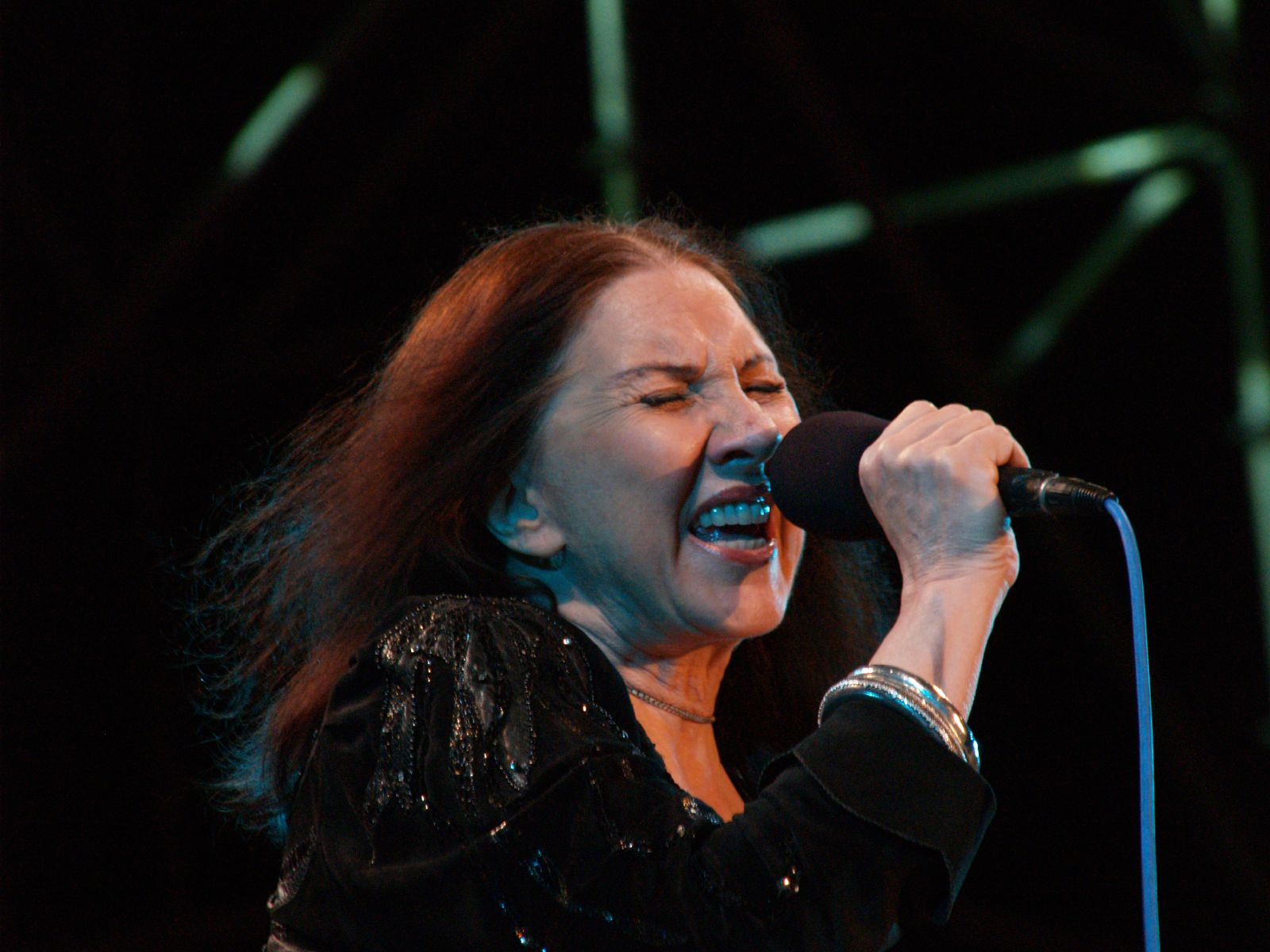
Flora Purim (* 1942)

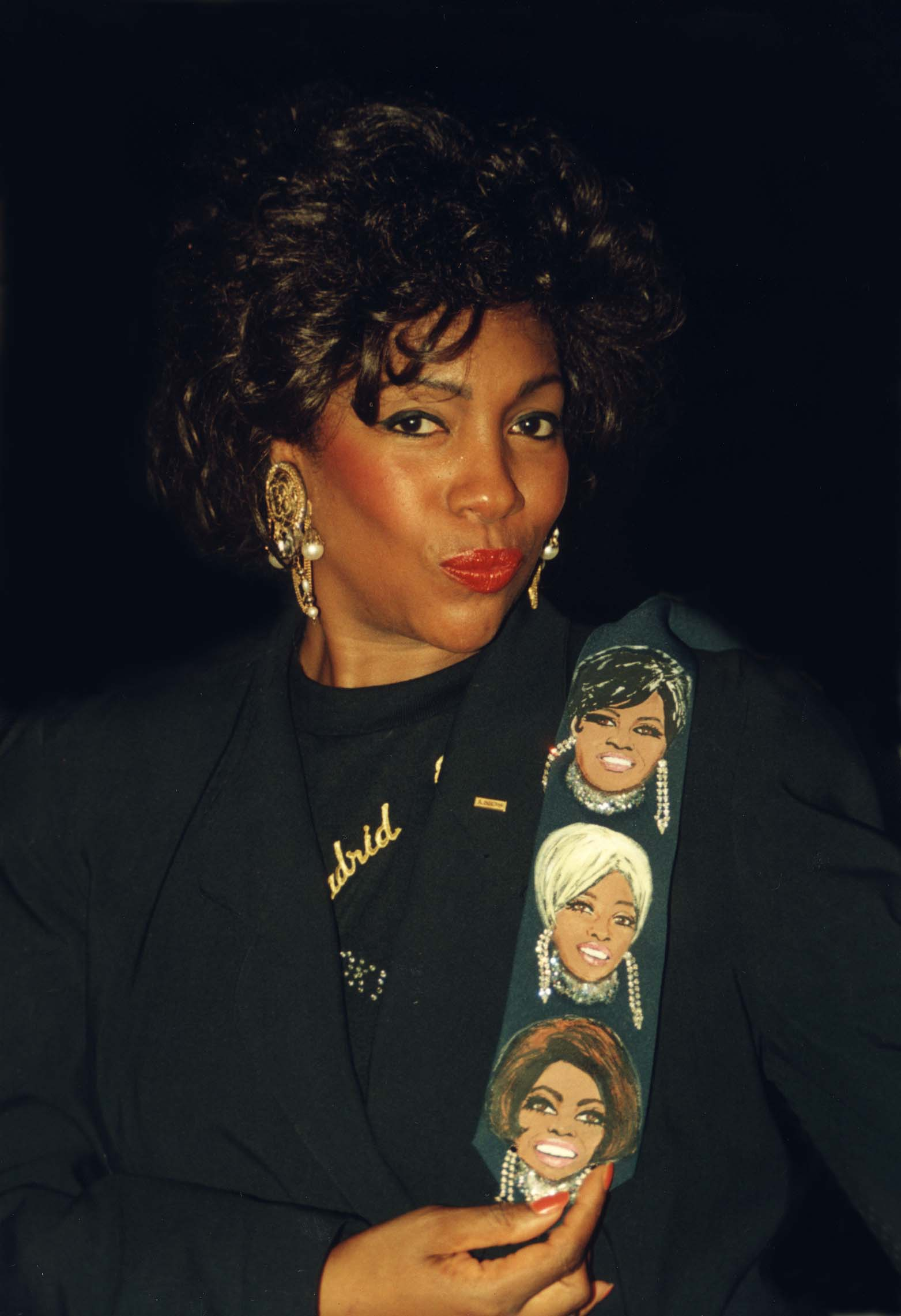
Mary Wilson (* 1944)

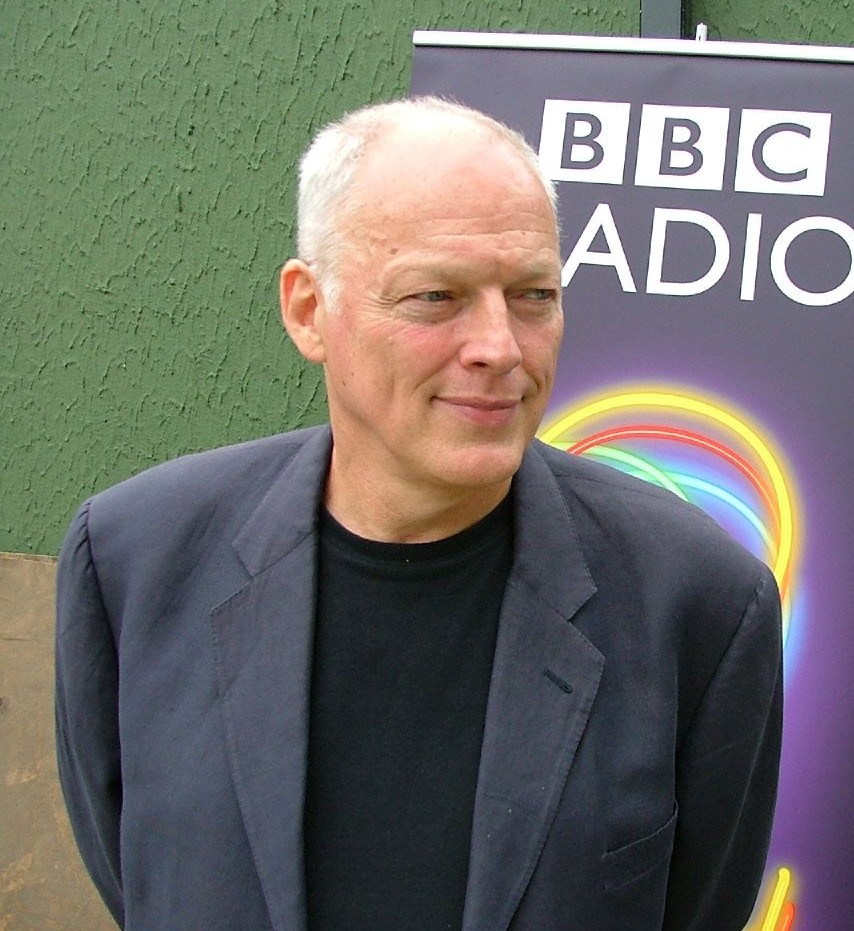
David Gilmour (* 1946)

- 1939: Peter Glotz, deutscher Politiker, Publizist und Kommunikationswissenschaftler, MdL, Senator, MdB
- 1939: Marsilio Pasotti, italienischer Autorennfahrer
- 1940: Philippe Amaury, französischer Verleger
- 1940: Miguel Asurmendi, spanischer Ordensgeistlicher und Bischof
- 1940: Friedhelm Mennekes, deutscher Theologe
- 1940: Billy Adams, US-amerikanischer Rockabilly-Musiker
- 1941: Peter Brötzmann, deutscher Jazzmusiker
- 1941: Baldur Heckel, österreichischer Techniker und Obmann des steirischen Sängerbundes
- 1942: George Kingsley Acquah, ghanaischer Jurist und Politiker
- 1942: Ben Murphy, US-amerikanischer Schauspieler
- 1942: Charles Tolliver, US-amerikanischer Jazzmusiker
- 1942: Paco Cepero, spanischer Flamenco-Gitarrist
- 1942: Robin Kenyatta, US-amerikanischer Saxophonist und Flötist
- 1942: Flora Purim, brasilianische Sängerin
- 1943: Jean-Louis Ravenel, französischer Autorennfahrer
- 1943: Gert Sudholt, deutscher Publizist und Verleger
- 1944: Wolf Aßmus, deutscher Experimentalphysiker
- 1944: Peter Dietrich, deutscher Fußballspieler
- 1944: David F. Hendry, britischer Ökonometriker
- 1944: Mickey Jupp, britischer Musiker
- 1944: Norbert Steger, österreichischer Politiker und Rechtsanwalt
- 1944: Kiri Te Kanawa, neuseeländische Opernsängerin (Sopran)
- 1944: Mary Wilson, US-amerikanische Soul-Sängerin
- 1945: Paul Miller, US-amerikanischer Autorennfahrer und Rennstallbesitzer
- 1946: David Gilmour, britischer Gitarrist, Sänger und Songwriter (Pink Floyd)
- 1947: Kiki Dee, britische Sängerin und Songschreiberin
- 1947: Dick Fosbury, US-amerikanischer Leichtathlet
- 1947: Teru Miyamoto, japanischer Schriftsteller
- 1947: Rob Reiner, US-amerikanischer Filmregisseur, Produzent und Schauspieler
- 1948: Zbigniew Górny, polnischer Komponist und Dirigent
- 1948: Susanne Leutenegger Oberholzer, Schweizer Politikerin
- 1949: Shaukat Aziz, pakistanischer Premierminister
- 1950: Felix Genn, deutscher Geistlicher, Bischof von Essen und Münster
- 1950: Arthur Roche, britischer Kurienkardinal
- 1950: Bärbel Röhl, deutsche Schauspielerin
- 1950: Berthold Tillmann, deutscher Kommunalpolitiker, Oberbürgermeister von Münster
- 1950: Walter Vesti, Schweizer Skirennfahrer

#### 1951–1975
- 1951: Jeannot Ahoussou-Kouadio, ivorischer Politiker
- 1951: Wolfgang Hanisch, deutscher Leichtathlet

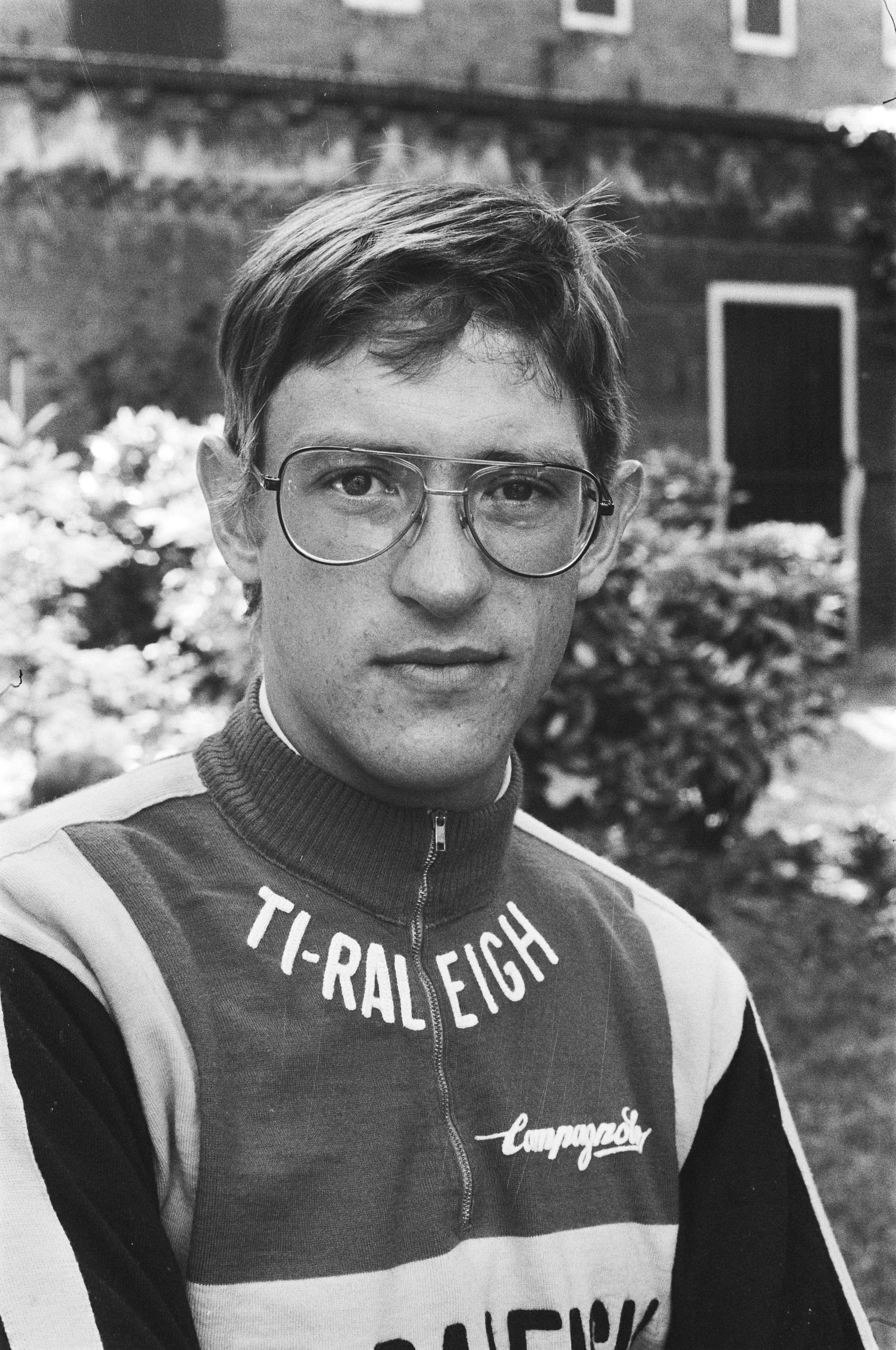
Gerrie Knetemann (* 1951)

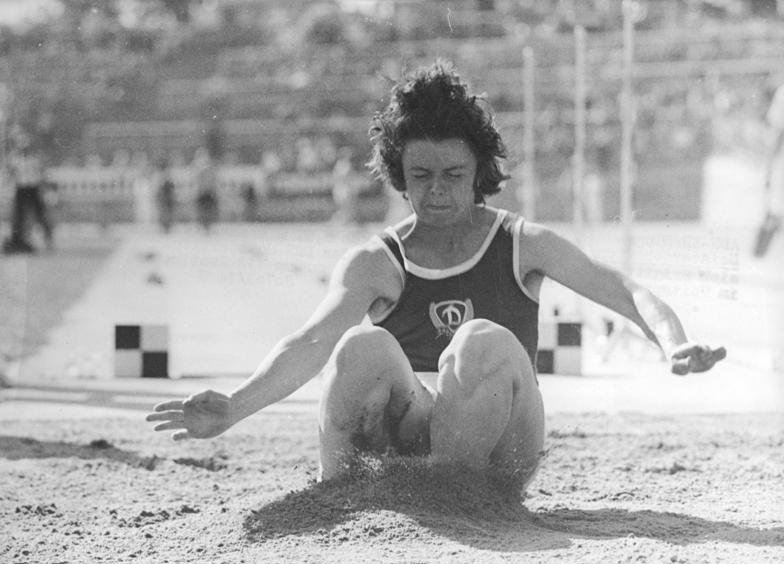
Brigitte Künzel (* 1955)

- 1951: Gerrie Knetemann, niederländischer Radrennfahrer
- 1951: Jürgen Mai, deutscher Schauspieler und Regisseur
- 1951: Walter Cooper Trout, US-amerikanischer Komponist, Gitarrist und Sänger
- 1952: Marielle Labèque, französische Pianistin
- 1953: Wolfgang Grams, deutscher Terrorist (RAF)
- 1953: Karin Heger, deutsche Juristin
- 1954: Joey DeMaio, US-amerikanischer Bassist
- 1954: István Fehér, ungarischer Ringer
- 1954: Toni Schumacher, deutscher Fußballtorwart
- 1955: Horst Appel, deutscher Gewichtheber
- 1955: Cyprien Ntaryamira, burundischer Präsident
- 1955: Jesús Pareja, spanischer Autorennfahrer
- 1955: Friedbert Pflüger, deutscher Politiker, MdB, Hochschullehrer und Unternehmensberater
- 1955: Alberta Watson, kanadische Schauspielerin
- 1955: Brigitte Wujak, deutsche Leichtathletin
- 1956: André Blattmann, Schweizer Berufsoffizier
- 1956: Hans-Peter Kirchberg, deutscher Dirigent

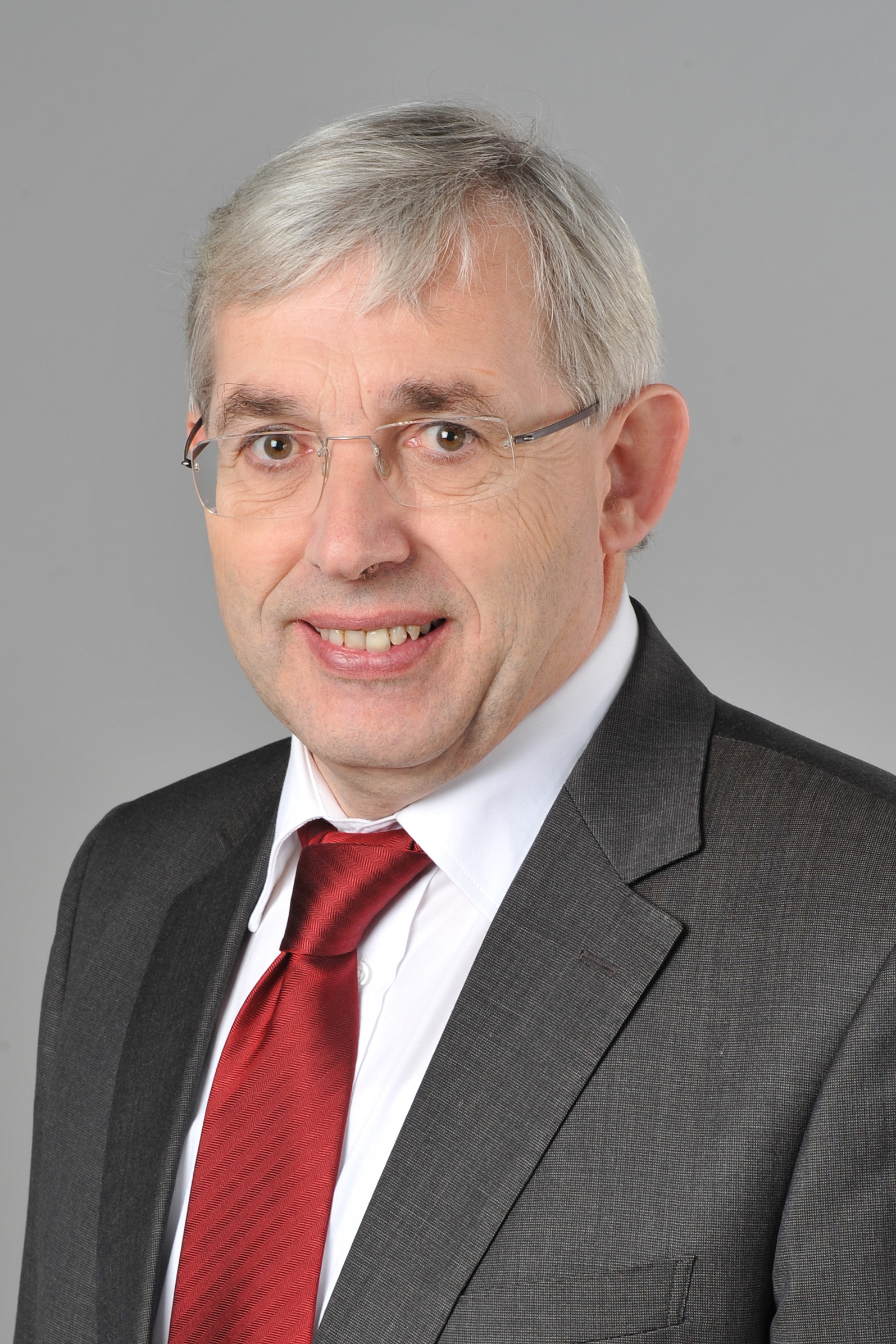
Klaus Kaiser (* 1957)

- 1957: Klaus Kaiser, deutscher Politiker
- 1957: Gilles Tschudi, Schweizer Schauspieler und Theaterregisseur
- 1958: Vittorio Agnoletto, italienischer Politiker
- 1958: Andrea Wicklein, deutsche Politikerin, MdB
- 1958: Norbert Sternmut, deutscher Schriftsteller und Maler
- 1959: Tom Arnold, US-amerikanischer Schauspieler
- 1960: Patrik Anttonen, schwedischer Fußballspieler
- 1960: Werner Arndt, deutscher Politiker
- 1960: Mike Munchak, US-amerikanischer American-Football-Spieler und -Trainer
- 1961: Kathy Kelly, US-amerikanische Musikerin
- 1962: Serra Durugönül, türkische Klassische Archäologin
- 1962: Laurence Equilbey, französische Dirigentin und Chorleiterin
- 1962: Andreas Felder, österreichischer Skispringer
- 1962: Erika Hess, Schweizer Skirennläuferin
- 1962: Sergei Jaschin, russischer Eishockeyspieler und -trainer
- 1962: Michael Konsel, österreichischer Fußballspieler
- 1962: Noëmi Nadelmann, Schweizer Opernsängerin
- 1962: Stephan Schöne, deutscher Handballspieler, -trainer und -manager
- 1963: Nicole Belstler-Boettcher, deutsche Schauspielerin
- 1963: Piero Carletto, italienischer Ruderer
- 1963: Richard Graupner, deutscher Politiker
- 1964: Franz Abraham, deutscher Event-Manager und Produzent
- 1964: Skip Ewing, US-amerikanischer Country-Sänger und Songwriter
- 1964: Susanne Steidle, deutsche Schauspielerin
- 1966: Maurice Ashley, US-amerikanischer Schachspieler
- 1966: Henning Sieverts, deutscher Jazzmusiker
- 1967: Dietmar Haaf, deutscher Leichtathlet
- 1968: Brigitte Annessy, französische Schauspielerin
- 1968: Jakob Dinesen, dänischer Jazz-Saxophonist
- 1968: Michael Romeo, US-amerikanischer Gitarrist
- 1968: Frank Scholze, deutscher Bibliothekar

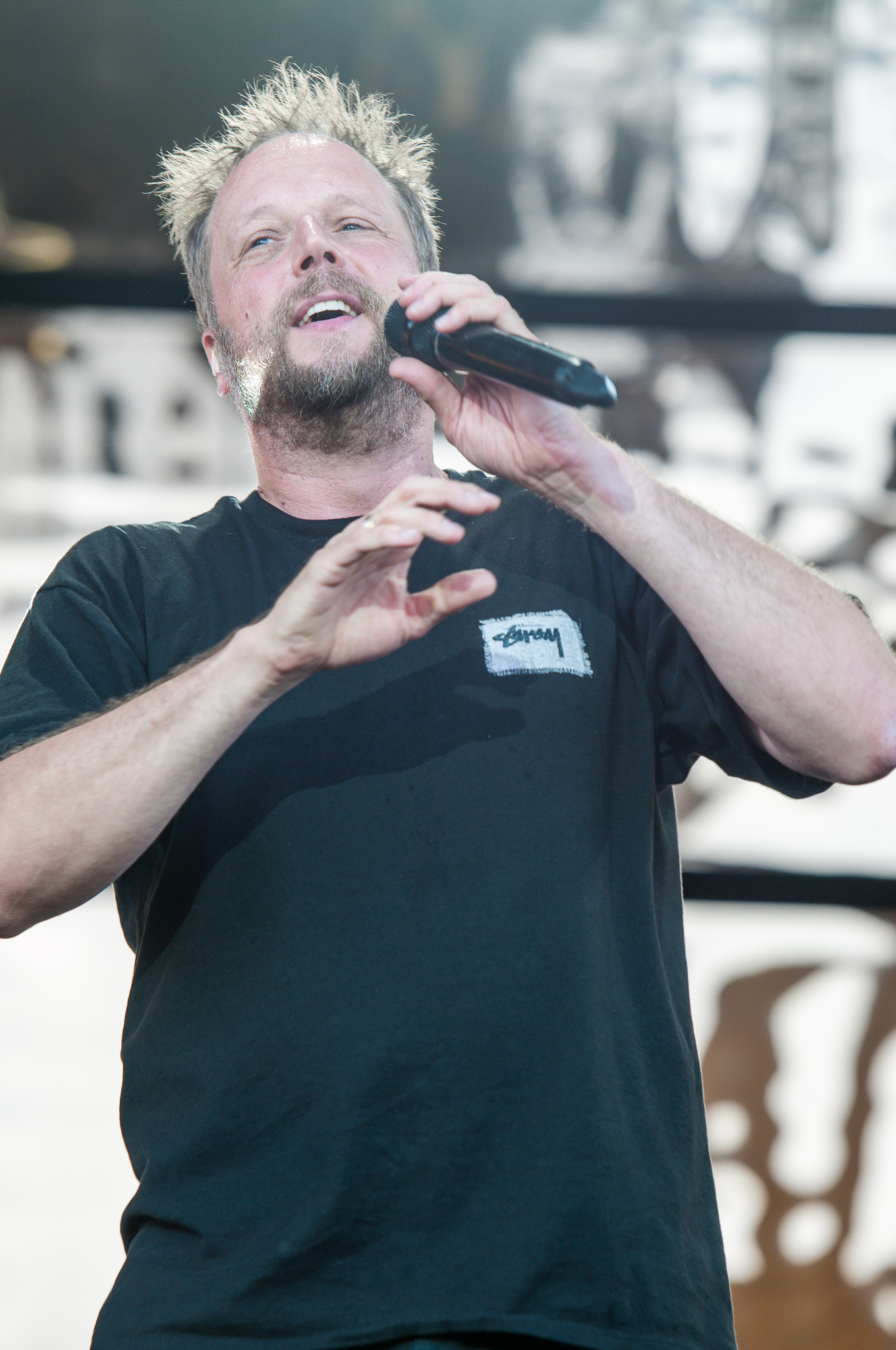
Smudo (* 1968)

- 1968: Smudo, deutscher Texter und Rapper (Die Fantastischen Vier), Synchronsprecher und Schauspieler
- 1969: Amy Pietz, US-amerikanische Schauspielerin
- 1969: Andrea Elson, US-amerikanische Schauspielerin
- 1969: Malahat Nasibova, aserbaidschanische Journalistin und Menschenrechtsaktivistin
- 1970: Regine Seidler, deutsche Schauspielerin
- 1971: Héctor del Ángel, mexikanischer Fußballspieler
- 1971: Richard Gay, französischer Freestyle-Skier
- 1971: Servais Knaven, niederländischer Radrennfahrer
- 1972: Shaquille O’Neal, US-amerikanischer Basketballer
- 1972: Peter Sendel, deutscher Biathlet
- 1972: Chris Taylor, kanadischer Eishockeyspieler

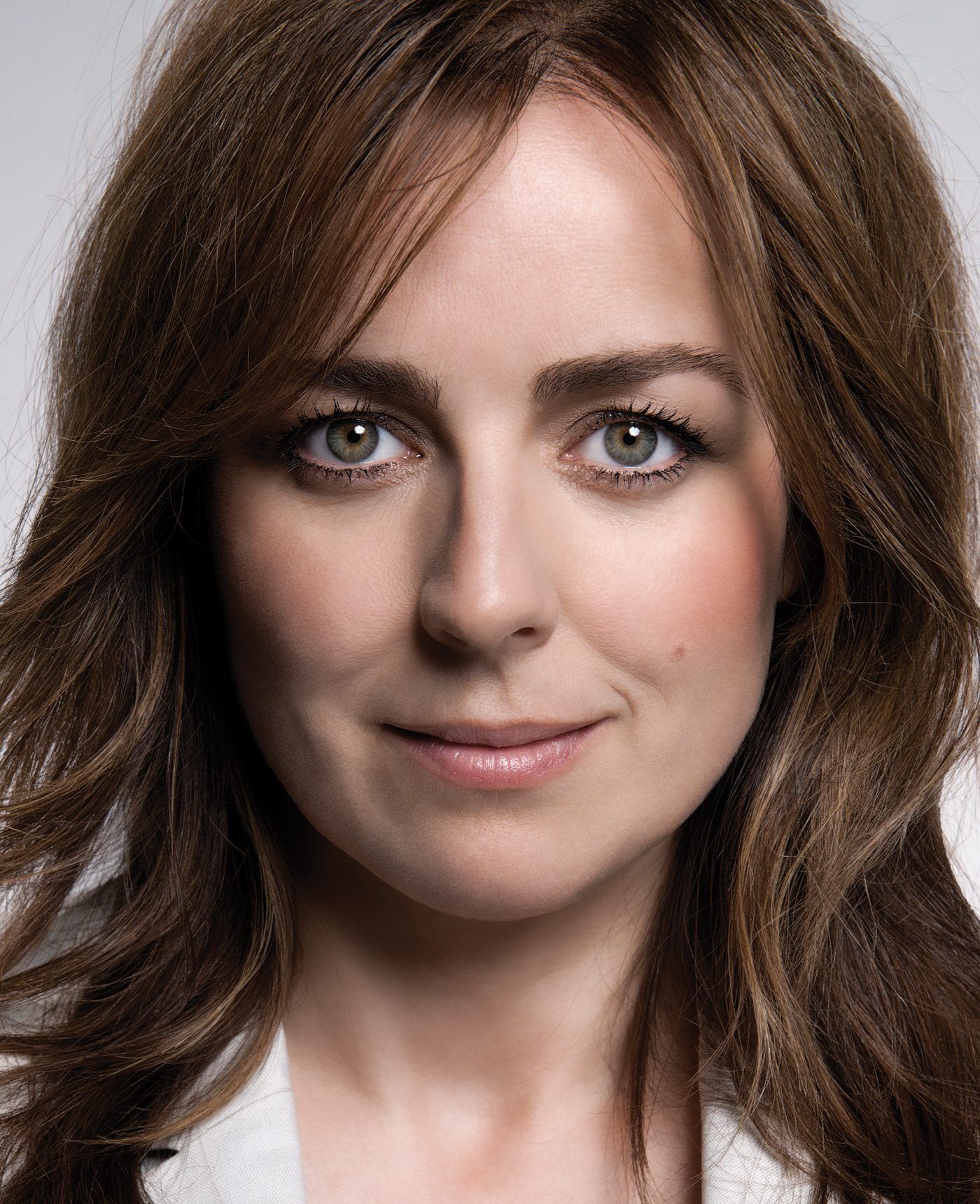
Marianne Thieme (* 1972)

- 1972: Marianne Thieme, niederländische Tierschützerin, Publizistin und Politikerin
- 1973: Arnar Gunnlaugsson, isländischer Fußballspieler und -trainer
- 1973: Juliette Arnaud, französische Schauspielerin und Drehbuchautorin
- 1973: Héctor Hernández Ezpitia, mexikanischer Fußballspieler
- 1973: Michael Finley, US-amerikanischer Basketballspieler
- 1974: Guy Garvey, englischer Sänger und Produzent
- 1974: Rafael Jedamzik, deutsch-polnischer Eishockeyspieler
- 1974ː Beate Schreiter-Radel, österreichische Malerin und Glaskünstlerin
- 1974: Beanie Sigel, US-amerikanischer Rapper
- 1975: Sébastien Crubilé, französischer Unternehmer und Autorennfahrer

#### 1976–2000
- 1976: Kenneth Charles Anderson, US-amerikanischer Wrestler und Schauspieler
- 1976: Paddy Kälin, Schweizer Fernsehmoderator
- 1977: Kirsti Huke, norwegische Jazz- und Rocksängerin
- 1977: Giorgos Karagounis, griechischer Fußballspieler
- 1977: Bubba Sparxxx, US-amerikanischer Hip-Hop-Musiker

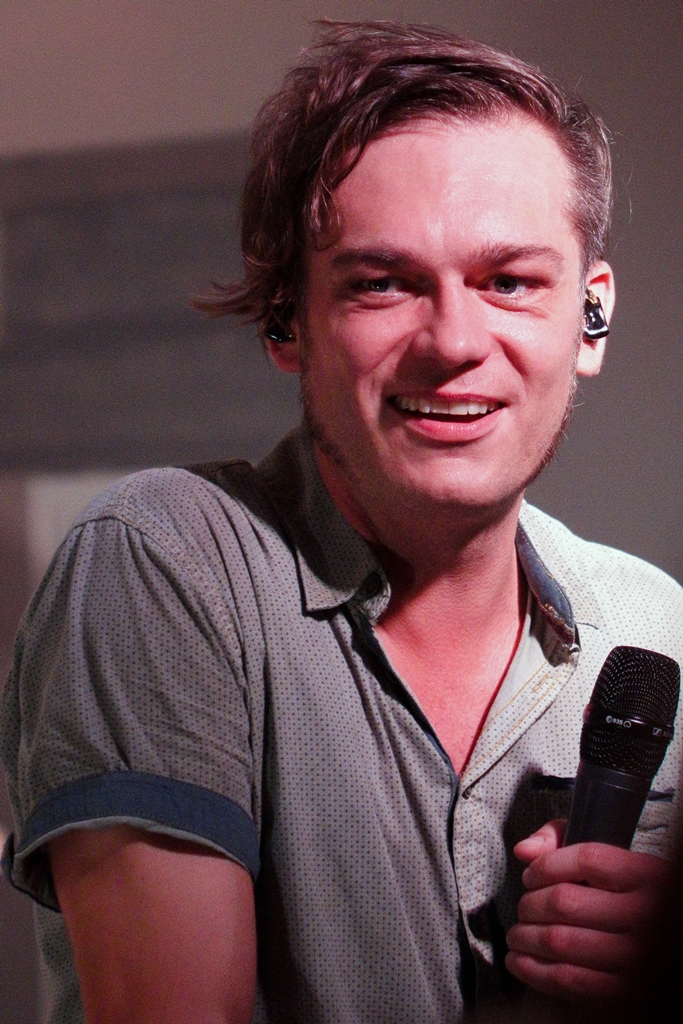
Thomas Godoj (* 1978)

- 1978: Thomas Godoj, deutscher Rock- und Popsänger
- 1978: Pierre Maudet, Schweizer Politiker
- 1979: Tim Howard, US-amerikanischer Fußballspieler
- 1979: Aaron Scott, britischer Autorennfahrer
- 1980: Seigo Asada, japanischer Dartspieler
- 1980: Shaun Evans, britischer Schauspieler
- 1980: Dennis Pauls, deutscher Regisseur und Kameramann
- 1981: Edgar Fonseca, kolumbianischer Radrennfahrer
- 1981: Zlatan Muslimović, bosnisch-herzegowinischer Fußballspieler
- 1981: Tobias Schröder, deutscher Handballspieler
- 1982: Inga Abitowa, russische Langstreckenläuferin
- 1982: Ayman al-Aatar, arabischer Sänger
- 1982: Henrik Knudsen, dänischer Handballspieler
- 1983: Virgil Griffith, US-amerikanischer Hacker und Wissenschaftler
- 1983: Luise Helm, deutsche Schauspielerin
- 1983: Andranik Teymourian, iranischer Fußballspieler
- 1984: Daniël de Ridder, niederländischer Fußballspieler
- 1985: Athanasios Noutsos, deutscher Fußballspieler
- 1985: Florian Grossert, deutscher Fußballspieler

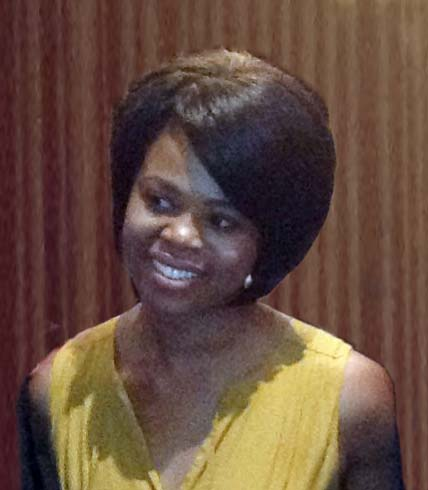
Pretty Yende (* 1985)

- 1985: Pretty Yende, südafrikanische Opernsängerin
- 1986: Paul Aguilar, mexikanischer Fußballspieler
- 1986: Jacob Joseph Arrieta, US-amerikanischer Baseballspieler
- 1986: Loek Beernink, niederländische Schauspielerin und Sängerin
- 1987: Kevin-Prince Boateng, deutsch-ghanaischer Fußballspieler
- 1987: Chris Grossman, australischer Fußballspieler
- 1987: Lasse Kohnagel, deutscher Handballspieler
- 1987: Udo Siebenhandl, österreichischer Fußballspieler
- 1987: Hannah Taylor-Gordon, britische Filmschauspielerin

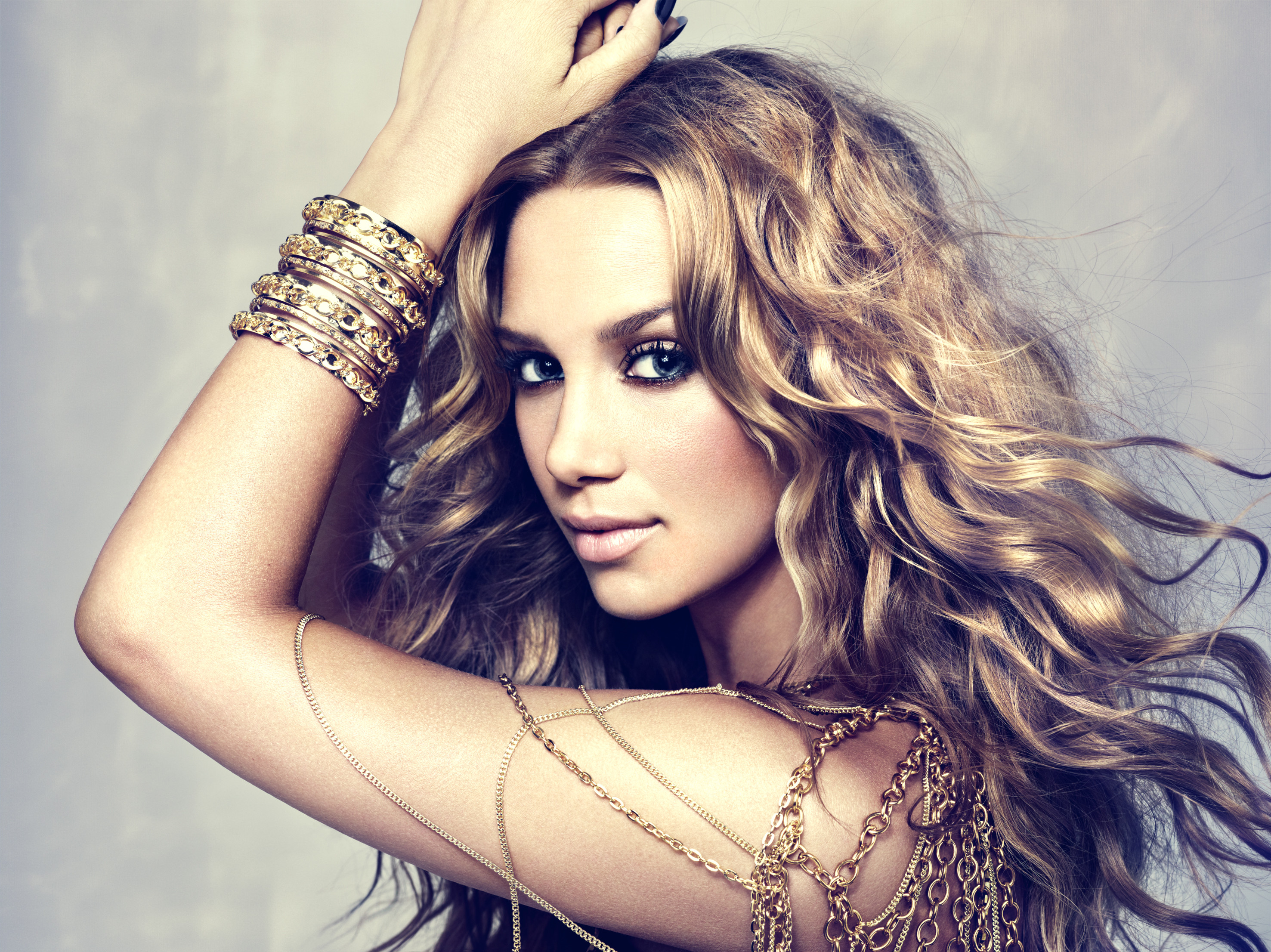
Agnes Carlsson (* 1988)

- 1988: Agnes Carlsson, schwedische Sängerin
- 1988: Angutimmarik Kreutzmann, grönländischer Handballspieler und -trainer
- 1988: Simon Mignolet, belgischer Fußballspieler
- 1989: Jana Burmeister, deutsche Fußballspielerin
- 1989: Kevin Dicklhuber, deutscher Fußballspieler
- 1989: Lee Seung-ryul, südkoreanischer Fußballspieler
- 1989: Matt Luzunaris, US-amerikanischer Fußballspieler
- 1989: Heidi Sevdal, färöische Fußballspielerin
- 1989: Paul Zichner, deutscher Schauspieler
- 1990: Clara Lago, spanische Schauspielerin
- 1990: Ronja Prinz, deutsche Schauspielerin
- 1990: Julia Riedler, österreichische Schauspielerin
- 1991: Jonathan Beck, deutscher Schauspieler
- 1991: Aleksandar Dragović, österreichischer Fußballspieler
- 1991: Thomas Geyer, deutscher Fußballspieler
- 1991: Björn Krupp, deutsch-US-amerikanischer Eishockeyspieler
- 1991: Fakhri Ismail, bruneiischer Leichtathlet und Fußballspieler
- 1991: John Jenkins, US-amerikanischer Basketballspieler
- 1991: Lex Luger, US-amerikanischer Musikproduzent
- 1992: Kim Astrup Sørensen, dänischer Badmintonspieler
- 1993: Azet, kosovarischer Rapper
- 1993: Nils Politt, deutscher Radrennfahrer
- 1994: Yassin Ayoub, marokkanisch-niederländischer Fußballspieler
- 1996: Lisa Hörnblad, schwedische Skirennläuferin
- 1996: Petar Mamić, kroatischer Fußballspieler
- 1996: Sabrina Wollweber, deutsche Schauspielerin
- 1996: Timo Werner, deutscher Fußballspieler
- 2000: Iwet Goranowa, bulgarische Karateka

### 21. Jahrhundert
- 2001: Manuel Alberg, deutscher Eishockeyspieler
- 2001: Aryana Engineer, kanadische Kinderdarstellerin
- 2001: Ross Tierney, irischer Fußballspieler
- 2005: Tim Drexler, deutscher Fußballspieler

## Gestorben

### Vor dem 15. Jahrhundert
- 0690: Julian von Toledo, Metropolit von Toledo und Schriftsteller
- 0766: Chrodegang, Bischof von Metz und Erzbischof von Austrasien
- 0995: Dietrich, Pfalzgraf von Sachsen
- 1009: Rethar, Bischof von Paderborn
- 1052: Emma von der Normandie, normannische Adelige und Königin von England
- 1070: Ulrich I., Markgraf von Krain und Istrien, Graf von Weimar
- 1137: Oleguer, Bischof von Barcelona und Erzbischof von Tarragona
- 1218: Otto I., Bischof von Münster
- 1233: Thomas I., Graf von Savoyen
- 1238: Al-Kamil, Sultan der Ayyubiden in Ägypten

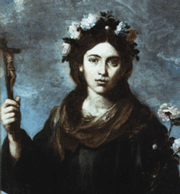
Rosa von Viterbo († 1252)

- 1252: Rosa von Viterbo, katholische Mystikerin
- 1252: Sigurd Eindridesson Tafse, norwegischer Geistlicher, Erzbischof von Nidaros
- 1282: Agnes von Böhmen, böhmische Prinzessin
- 1293: Withego von Furra, Bischof von Meißen
- 1353: Roger Grey, englischer Adeliger und Militär

### 15. bis 17. Jahrhundert
- 1434: Heinrich Faber, deutscher Abt von Ochsenhausen
- 1447: Colette von Corbie, französische Äbtissin, Heilige der römisch-katholischen Kirche
- 1458: Friedrich Reiser, deutscher Hussit und Waldenser
- 1466: Francesco I. Sforza, Gründer der Dynastie der Sforza in Mailand
- 1478: Andrea Vendramin, 71. Doge von Venedig
- 1495: Johann II., Herzog von Liegnitz
- 1505: Hinrich Boger, deutscher Dichter, Theologe und Humanist
- 1513: Angelus Rumpler, deutscher Abt und Geschichtsschreiber
- 1531: Pedro Arias Dávila, spanischer Konquistador, Gouverneur von Panama und Nicaragua
- 1545: Georg Helt, deutscher Humanist, Altphilologe und Universalgelehrter
- 1570: Johann Agricola, deutscher Mediziner
- 1577: Rémy Belleau, französischer Schriftsteller
- 1583: Nikolaus Cisnerus, deutscher Humanist, Jurist
- 1583: Zacharias Ursinus, reformierter Theologe
- 1585: Wolfgang II. von Pappenheim, deutscher Militär
- 1597: William Brooke, 10. Baron Cobham, englischer Adeliger und Politiker
- 1606: Zbynko Berka von Duba und Leipa, Erzbischof von Prag
- 1606: Philipp, Graf zu Hohenlohe-Neuenstein, General der Aufständischen im Achtzigjährigen Krieg
- 1615: Pieter Both, erster Generalgouverneur von Niederländisch-Indien
- 1616: Francis Beaumont, englischer Dramatiker
- 1633: Giovanni Pietro de Pomis, italienischer Maler, Medailleur, Architekt und Festungsbaumeister
- 1644: Johann Dietrich von Löwenstein-Wertheim-Rochefort, Graf von Löwenstein
- 1645: Johann von Götzen, kaiserlicher General im Dreißigjährigen Krieg
- 1645: Joseph Silvio Max Piccolomini, Patrizier von Neapel und Siena
- 1645: Albert Gaston Spinola von Bruay, kaiserlicher General im Dreißigjährigen Krieg
- 1653: Johann Ludwig, Fürst von Nassau-Hadamar und kaiserlicher Diplomat
- 1654: Sebastian Beck, Schweizer evangelischer Geistlicher und Hochschullehrer
- 1675: Constantin Steingaden, deutscher Franziskanerpater und Kirchenmusiker
- 1680: Henry Frederick Thynne, 1. Baronet, englischer Adeliger
- 1683: Guarino Guarini, italienischer Theatiner, Philosoph, Mathematiker und Architekt
- 1693: Antonio von Caraffa, habsburgischer Feldmarschall

### 18. Jahrhundert
- 1702: Giovanni Pietro Tencalla, italienisch-schweizerischer Architekt
- 1706: Christian Gryphius, deutscher Pädagoge
- 1717: Johann Christoph Bekmann, deutscher Universitätsprofessor, Bibliothekar und Historiker
- 1720: Samuel Jenner, Schweizer Architekt
- 1726: Henriette Catharina von Gersdorff, deutsche religiöse Lyrikerin, Förderin des Pietismus und der Herrnhuter Brüdergemeine
- 1730: Hattori Dohō, japanischer Haikai-Dichter
- 1731: Johann Melchior Dinglinger, deutscher Hofgoldschmied
- 1739: Johann Friedrich Schannat, deutscher Historiker, Priester und Rechtsgelehrter
- 1743: Samuel Uhlig, deutscher Strumpfwirker
- 1749: Moritz Bodenehr, deutscher Kupferstecher
- 1750: Domenico Montagnana, venezianischer Geigenbauer
- 1754: Henry Pelham, britischer Premierminister
- 1755: Pier Leone Ghezzi, italienischer Maler
- 1757: Adolf Friedrich von Langermann, preußischer Generalmajor
- 1757: Franz Konrad von Stadion und Thannhausen, Fürstbischof von Bamberg
- 1762: Antoinette Amalie, Herzogin zu Braunschweig und Lüneburg und Fürstin von Braunschweig-Wolfenbüttel
- 1766: Gottfried Tollmann, deutscher evangelischer Pfarrer und Kirchenlieddichter
- 1777: Jeremias Friedrich Reuß, deutscher lutherischer Theologe
- 1786: Friedrich Gotthelf von Falkenhayn, preußischer Generalleutnant
- 1792: Johann Hinrich Klapmeyer, deutscher Orgelbauer
- 1796: Guillaume Thomas François Raynal, französischer Schriftsteller

### 19. Jahrhundert
- 1803: Johann Friedrich Alexander Thiele, sächsischer Maler und Radierer
- 1807: Andrea Amoretti, italienischer Kupferstecher und Drucker
- 1809: Thomas Heyward junior, Unterzeichner der Unabhängigkeitserklärung der USA
- 1811: Francisco Javier de Lizana y Beaumont, Erzbischof von Mexiko und Vizekönig von Neuspanien
- 1823: Christian Friedrich Rieger, deutscher lutherischer Geistlicher
- 1828: Hongi Hika, Stammesführer der Māori in Neuseeland
- 1834: Ludwig Gottfried Madihn, deutscher Hochschullehrer und Universitätsrektor
- 1836: Johann Ludwig von Bourscheid, deutscher Rittergutsbesitzer, Offizier und Politiker

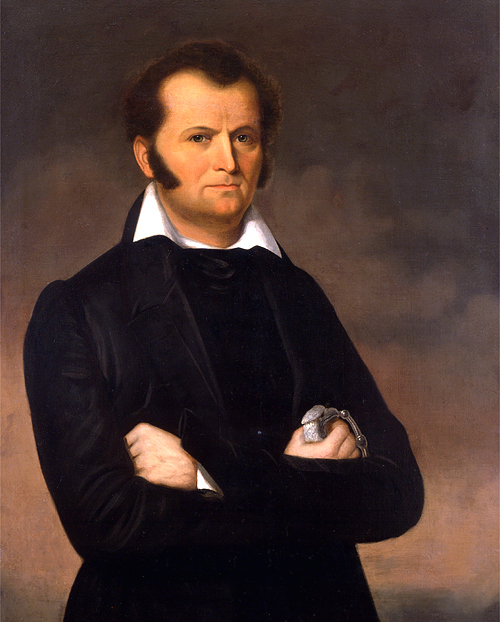
James Bowie († 1836)

- 1836: James Bowie, texanischer Revolutionär
- 1836: Davy Crockett, US-amerikanischer Politiker und Kriegsheld
- 1836: William Travis, texanischer Nationalheld
- 1837: Johann Karl Sigmund Kiefhaber, deutscher Beamter und Historiker
- 1837: Juri Fjodorowitsch Lissjanski, russischer Marineoffizier und Entdecker
- 1839ː Agnes Carus, deutsche Sängerin (Sopran), inspirierte Robert Schumann
- 1842: Ludwig Friedrich Heyd, deutscher Pfarrer und Autor
- 1842: Constanze Mozart, Ehefrau von Wolfgang Amadeus Mozart
- 1844: Karl Wilhelm von Kopp, hessischer Finanzminister
- 1850: Jean Baptiste Girard, Schweizer Franziskaner und Pädagoge
- 1851: Alexander Alexandrowitsch Aljabjew, russischer Komponist
- 1851: Egid von Löhr, deutscher Jurist und Hochschullehrer
- 1851: Karl Friedrich Wilhelm von Weise, deutscher Beamter und Politiker

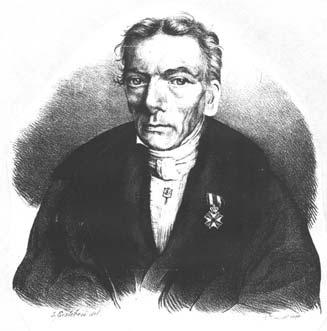
Kaspar Georg Karl Reinwardt († 1854)

- 1854: Kaspar Georg Karl Reinwardt, deutscher Naturforscher und Botaniker in den Niederlanden
- 1859: Vincenz von Augustin, österreichischer Feldzeugmeister
- 1860: Gottlieb von Ankershofen, österreichischer Historiker und Landeskonservator
- 1860: Friedrich Dotzauer, deutscher Cellist und Komponist
- 1861: Conrad Kreuzer, österreichischer Zeichner und Landschaftsmaler
- 1866: Ignaz Paul Vital Troxler, Schweizer Arzt, Politiker und Philosoph
- 1866: William Whewell, britischer Philosoph und Wirtschaftshistoriker
- 1867: Peter von Cornelius, deutscher Maler
- 1867: Wiktor Każyński, polnischer Komponist
- 1877: Joseph Antoine Autran, französischer Lyriker und Schriftsteller
- 1877: Johann Jacoby, preußischer Politiker

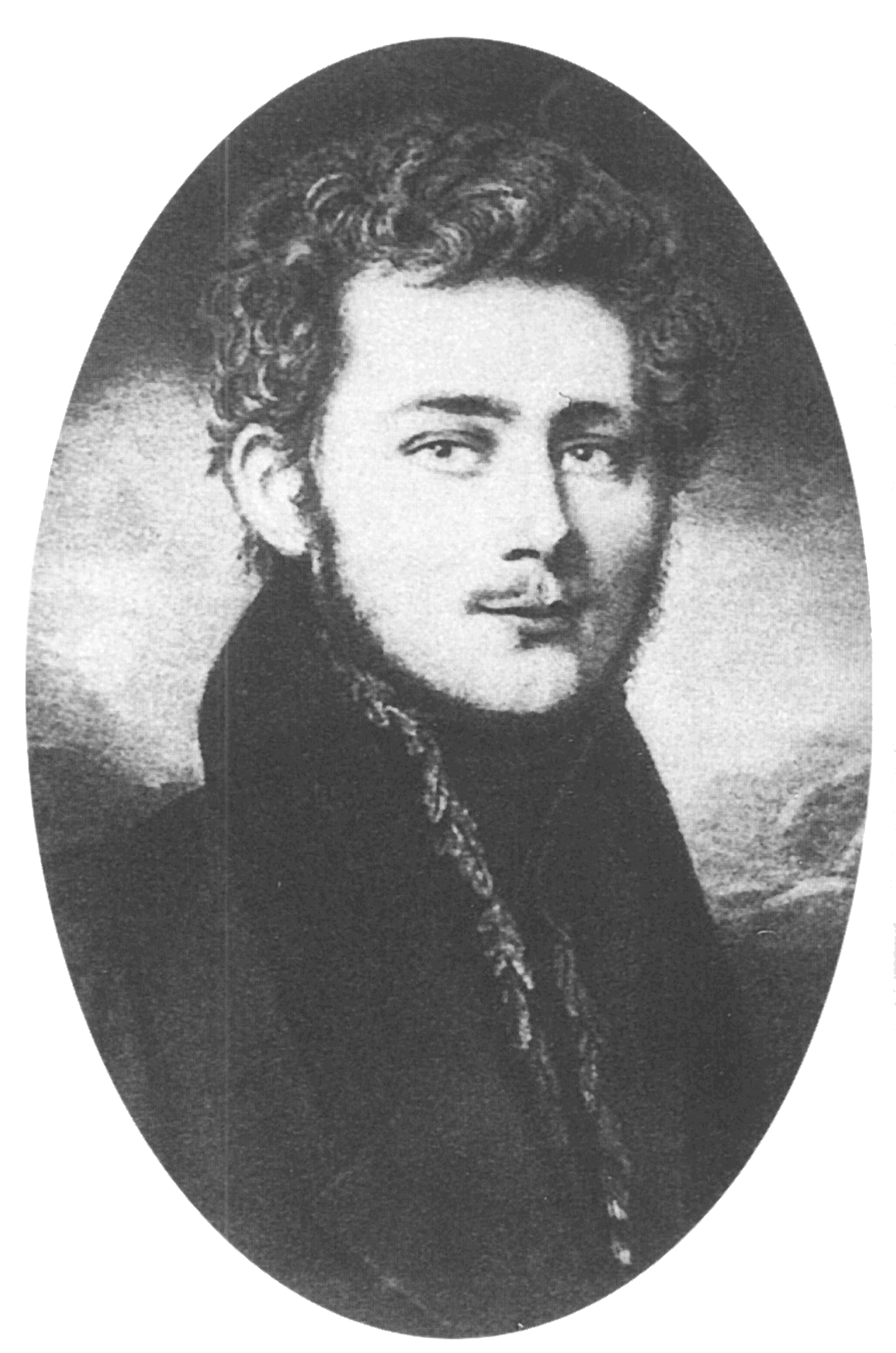
Friedrich Harkort († 1880)

- 1880: Friedrich Harkort, deutscher Unternehmer, Eisenbahnpionier und Politiker, MdL, MdR
- 1885: Thomas Lilbourne Anderson, US-amerikanischer Politiker
- 1885: Timothy Shay Arthur, US-amerikanischer Schriftsteller
- 1886: Fritz Goerdeler, deutscher Jurist
- 1887: Paul Arnold, hessischer Hofbaumeister und Politiker
- 1888: Louisa May Alcott, US-amerikanische Schriftstellerin
- 1892: Leopold Schmidt, deutscher Altphilologe
- 1893: Charles Lebouc, französischer Cellist
- 1894: Mary Hemenway, US-amerikanische Philanthropin und Mäzenin
- 1895: Camilla Collett, norwegische Schriftstellerin und Frauenrechtsaktivistin
- 1897: Friedrich Gustav Weidauer, deutscher Jurist und Politiker, MdL
- 1898: Felice Cavallotti, italienischer Politiker, Journalist, Schriftsteller und Übersetzer
- 1898ː Elisabeth Müller, deutsche Schriftstellerin
- 1900: Carl Bechstein, deutscher Klavierbauer
- 1900: Gottlieb Daimler, deutscher Ingenieur, Erfinder und Automobilkonstrukteur

### 20. Jahrhundert

#### 1901–1950

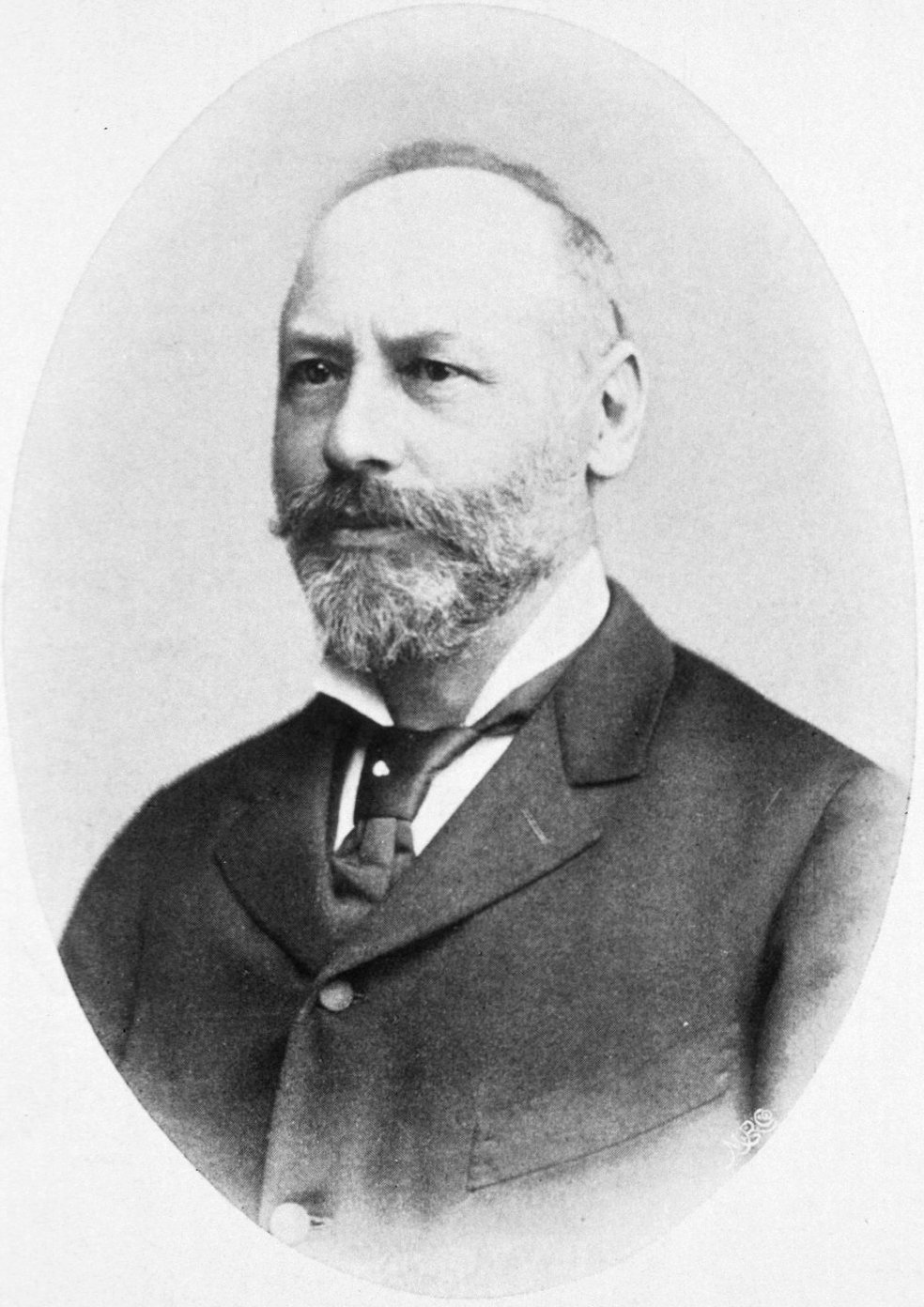
Moriz Kaposi († 1902)

- 1902: Moriz Kaposi, ungarisch-österreichischer Mediziner
- 1907: Karl Heinrich von Boetticher, preußischer Beamter, deutscher Vizekanzler und Politiker, MdL, MdR
- 1907: Gottfried von Bülow, deutscher Archivar und Historiker
- 1909: Gustaf af Geijerstam, schwedischer Schriftsteller
- 1909: August Mau, deutscher Archäologe
- 1910: Hermann Blankenstein, deutscher Architekt
- 1911: Hermann Jakob Dingelstad, deutscher Theologe und Bischof
- 1911: William Worrall Mayo, britischer Arzt und Chemiker
- 1912: Heinrich Kämpchen, deutscher Schriftsteller
- 1912: August Toepler, deutscher Chemiker, Entwickler der Schlierenfotografie
- 1913: Paul Friedrich August Ascherson, deutscher Botaniker, Historiker, Ethnograph und Sprachforscher
- 1914: Luise Bernhardi, deutsche Schriftstellerin

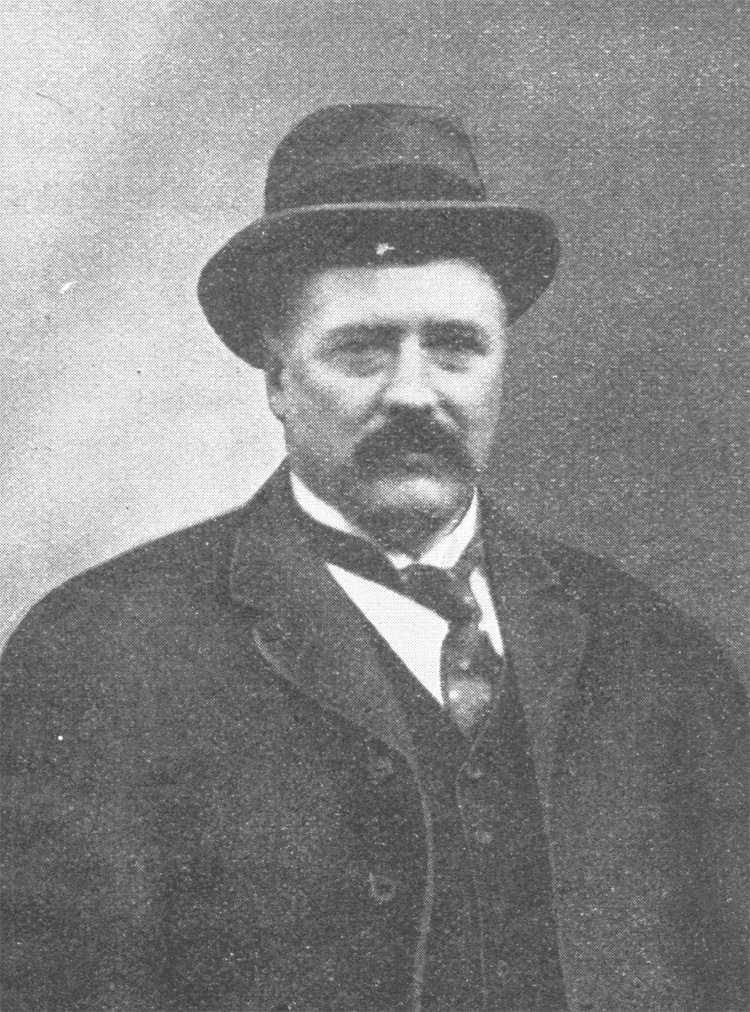
Eberhard Fraas († 1915)

- 1915: Eberhard Fraas, deutscher Geologe und Paläontologe
- 1919: Hilary A. Herbert, US-amerikanischer Politiker
- 1920: Max Fürbringer, deutscher Anatom, Ornithologe und Mediziner
- 1920: Willem Rooseboom, Generalgouverneur von Niederländisch-Indien
- 1920: Heinrich von Salisch, deutscher Forstmann
- 1921: Henry Kaiser, französischer Komponist
- 1922: René Bohn, deutscher Chemiker
- 1922: Georg Jauss, deutscher Landschaftsmaler
- 1924: Wilhelmina Koch, deutsche Komponistin
- 1925: Georgi Jewgenjewitsch Lwow, russischer Politiker
- 1929: Josef Holeček, tschechischer Schriftsteller, Übersetzer und Journalist
- 1929: Otto Jaekel, deutscher Geologe und Paläontologe
- 1930: Alfred von Tirpitz, deutscher Großadmiral, Gründer der deutschen Hochseeflotte
- 1931: Wilhelm Haarmann, deutscher Chemiker
- 1932: Alfred Bock, deutscher Fabrikant und Schriftsteller
- 1932: John Philip Sousa, US-amerikanischer Komponist
- 1936: Rubin Goldmark, US-amerikanischer Pianist und Komponist
- 1936: Josef Stránský, tschechischer Dirigent, Komponist und Kunstsammler
- 1936: Bertha von Tarnóczy, österreichische Malerin und Kunstpädagogin

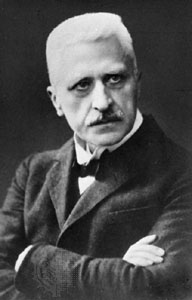
Rudolf Otto († 1937)

- 1937: Rudolf Otto, deutscher Theologe
- 1938: Joseph Arend, deutscher Politiker
- 1939: Ferdinand von Lindemann, deutscher Mathematiker
- 1939: Karl Pembaur, österreichisch-deutscher Komponist, Chorleiter und Kirchenmusiker
- 1941: John Gutzon de la Mothe Borglum, US-amerikanischer Bildhauer
- 1941: Joseph Weißenberg, deutscher Religions- und Sozialreformer, Erbauer der Friedensstadt
- 1944: Ernst Julius Cohen, niederländischer Chemiker
- 1945: Rudolf Karel, tschechischer Komponist
- 1945: August Merges, deutscher Politiker und Revolutionär, MdR, MdL, Ministerpräsident, Opfer der NS-Justiz
- 1945: Wjatscheslaw Jakowlewitsch Schischkow, russisch-sowjetischer Schriftsteller
- 1947: Halford Mackinder, britischer Geograph und Geopolitiker
- 1948: Rudolf Fehrmann, deutscher Rechtsanwalt und Kletterer
- 1949: Al Bernard, US-amerikanischer Sänger
- 1949: Robert Storm Petersen, dänischer Maler, Cartoonist, Schnellzeichner, Conférencier, Kabarettist und Schauspieler
- 1950: Albert Lebrun, französischer Politiker, Staatsmann und letzter Präsident der Dritten Republik
- 1950: Wladimir Petrowitsch Wettschinkin, sowjetischer Aerodynamiker

#### 1951–2000
- 1952: Giacomo Rimini, US-amerikanischer Opernsänger (Bariton) und Gesangspädagoge italienischer Herkunft
- 1952: Jürgen Stroop, deutscher Polizei- und SS-Führer, verantwortlich für die Niederschlagung des Aufstandes im Warschauer Ghetto
- 1953: Raymund Brachmann, deutscher Architekt

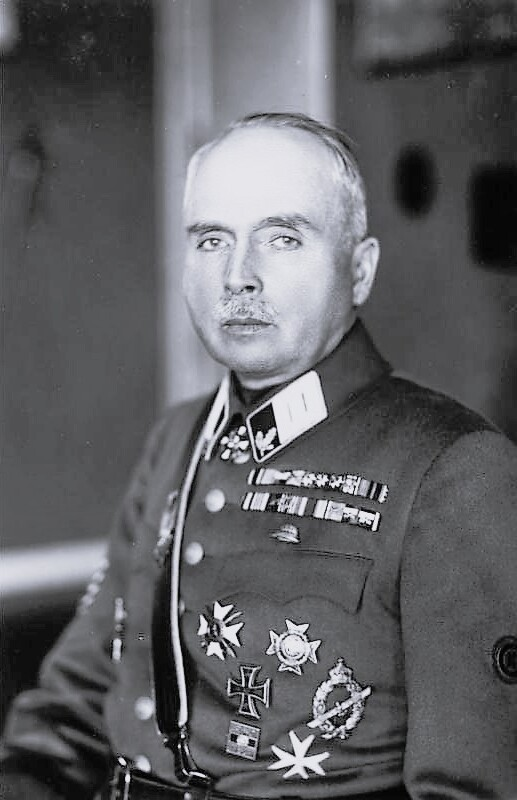
Carl Eduard von Sachsen-Coburg und Gotha († 1954)

- 1954: Carl Eduard von Sachsen-Coburg und Gotha, deutscher Adeliger, Herzog von Sachsen-Coburg und Gotha, Obergruppenführer der SA, Präsident des Deutschen Roten Kreuzes
- 1954: Hermann Dietrich, deutscher Politiker, Oberbürgermeister von Konstanz, MdL, MdR, Reichsminister
- 1954: Massimo Massimi, italienischer Geistlicher, Kardinal
- 1958: Anton Reinthaller, österreichischer Gutsbesitzer, Politiker und SS-General, Minister, MdR, Unterstaatssekretär, Mitbegründer und erster Bundesparteiobmann der FPÖ
- 1958: Sam Taylor, US-amerikanischer Filmregisseur, Drehbuchautor und Produzent
- 1960: Pedro Reszka, chilenischer Maler
- 1961: Marcello Mimmi, italienischer Geistlicher, Erzbischof von Neapel, Kardinal
- 1964: Paul I., griechischer König
- 1965: Alexander von Bernus, deutscher Schriftsteller
- 1965: Margaret Dumont, US-amerikanische Schauspielerin
- 1965: Jules Goux, französischer Automobilrennfahrer
- 1965: Sonja Graf, deutsche Schachspielerin
- 1966: Frederick Chubb, kanadischer Organist, Chorleiter, Musikpädagoge und Komponist
- 1967: George A. Kelly, US-amerikanischer Psychologe
- 1967: Zoltán Kodály, ungarischer Komponist und Musikethnologe
- 1967: Oscar Shaw, US-amerikanischer Schauspieler
- 1968: Iša Krejčí, tschechischer Komponist und Dirigent
- 1971: Thurston Dart, britischer Cembalist, Dirigent und Musikpädagoge

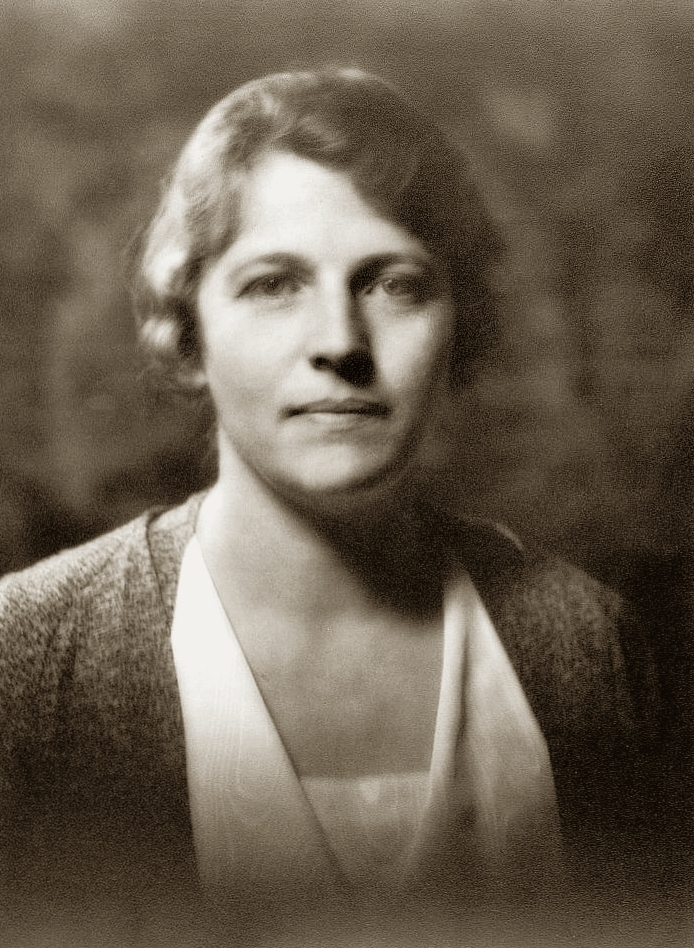
Pearl S. Buck († 1973)

- 1973: Pearl S. Buck, US-amerikanische Schriftstellerin, Nobelpreisträgerin
- 1973: Alexander Lukitsch Ptuschko, sowjetischer Filmregisseur
- 1976: Pietro Berra, italienischer Komponist und Dirigent
- 1977: Friedrich Schnack, deutscher Dichter
- 1977: Grațian Sepi, rumänischer Fußballspieler
- 1978: Werner Lamberz, deutscher Politiker und Parteifunktionär, Abgeordneter der Volkskammer, Mitglied des Politbüros des ZK der SED
- 1978: Paul Markowski, deutscher Politiker und Parteifunktionär, Mitglied des Politbüros des ZK der SED, Abgeordneter der Volkskammer
- 1979: Charles Wagenheim, US-amerikanischer Schauspieler
- 1980ː  Barbara Brukalska-Sokołowska, polnische Architektin
- 1980: Bobby Jones, US-amerikanischer Jazzmusiker
- 1982: Ayn Rand, US-amerikanische Schriftstellerin
- 1983: Cathy Berberian, US-amerikanische Sängerin und avantgardistische Komponistin
- 1983: David Alexander, US-amerikanischer Filmregisseur und -produzent
- 1983: Greta Knutson, schwedische Künstlerin
- 1984: Pierre Cochereau, französischer Komponist, Organist und Musikpädagoge

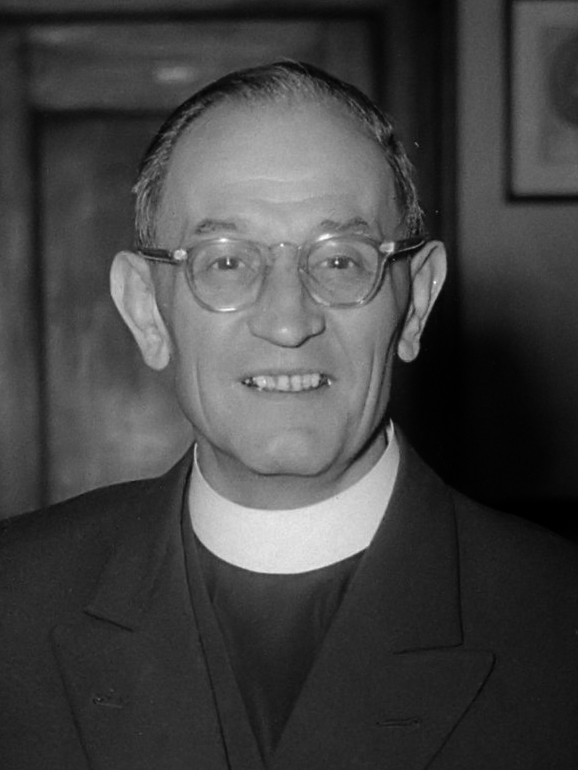
Martin Niemöller († 1984)

- 1984: Martin Niemöller, deutscher Theologe, Widerstandskämpfer gegen den Nationalsozialismus, Vertreter der Bekennenden Kirche, Präsident im Ökumenischen Rat der Kirchen
- 1985: Erwin Aichinger, österreichischer Forstwissenschaftler
- 1985: Yael Stone, australische Schauspielerin
- 1986: Weldon Kilburn, kanadischer Pianist, Organist und Musikpädagoge
- 1986: Georgia O’Keeffe, US-amerikanische Malerin
- 1986: Cläre Schimmel, deutsche Hörspielregisseurin, Schauspielerin und Opernsängerin
- 1988: Jeanne Aubert, französische Sängerin und Schauspielerin
- 1989: Harry Andrews, britischer Film- und Theaterschauspieler
- 1989: Hans-Joachim Hannemann, deutscher Ruderer, Olympiamedaillengewinner
- 1989: Wolfgang Haußmann, deutscher Jurist und Politiker, MdL, Landesminister
- 1991: Grigor Hachinjan, armenischer Komponist
- 1992: Maria Helena Vieira da Silva, portugiesisch-französische Malerin und Grafikerin
- 1992: Alojz Benac, jugoslawischer Archäologe und Historiker
- 1993: Walther Geiser, Schweizer Komponist und Musikpädagoge

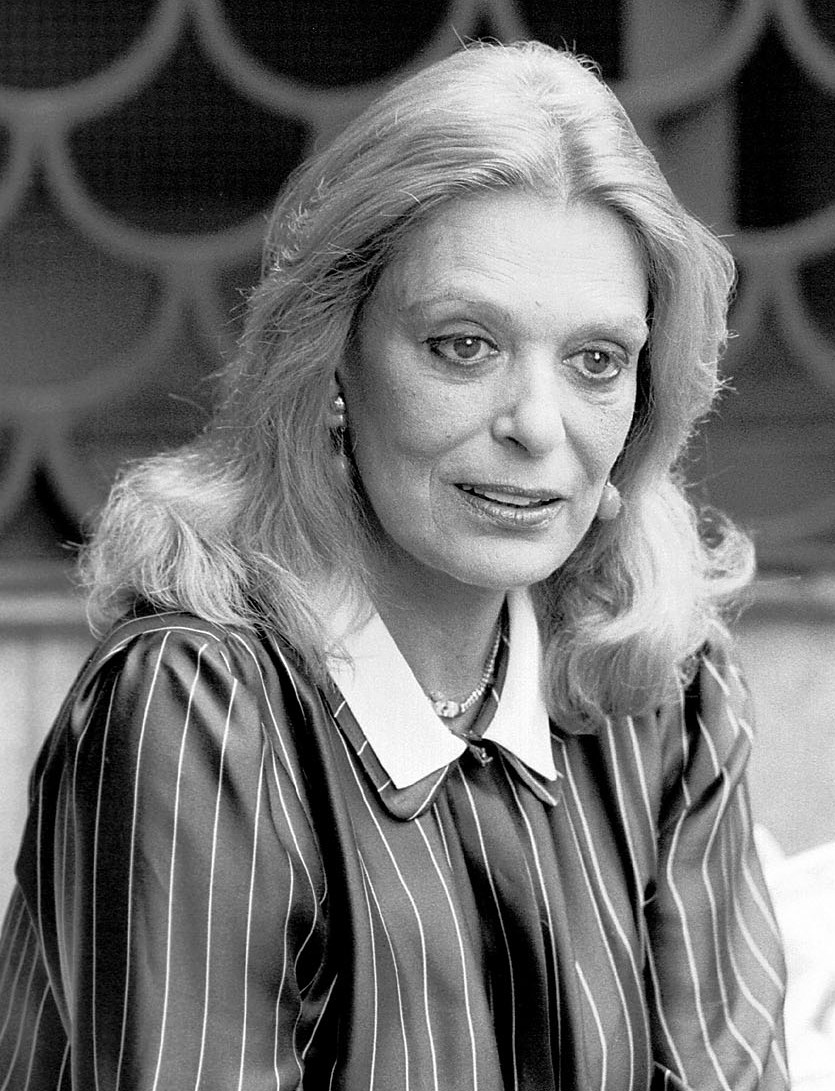
Melina Mercouri († 1994)

- 1994: Melina Mercouri, griechische Schauspielerin, Sängerin und Kulturministerin
- 1994: Tengis Abuladse, georgischer Filmregisseur
- 1995: Barbara Lass, polnische Filmschauspielerin
- 1995: Friedrich Salomon Rothschild, deutsch-jüdischer Neurologe und Psychoanalytiker
- 1997: Cheddi Jagan, guayanischer Politiker, Ministerpräsident, Staatspräsident
- 1998: Benjamin Bowden, britisch-US-amerikanischer Industrie-Designer
- 1998: Adem Jashari, kosovarischer Mitgründer und Anführer der Befreiungsarmee des Kosovo (UÇK)
- 1998: Pierre Villette, französischer Komponist
- 1999: Isa bin Salman Al Chalifa, Emir von Bahrain
- 1999: Klaus Gysi, deutscher Widerstandskämpfer, Politiker und Diplomat, Abgeordneter der Volkskammer, Minister für Kultur der DDR, Botschafter
- 1999: Lowell Fulson, US-amerikanischer Blues-Gitarrist und -Sänger
- 1999: Rudolf Hillebrecht, deutscher Architekt, Stadtbaurat in Hannover
- 2000: John Colicos, kanadischer Schauspieler

### 21. Jahrhundert
- 2001: Mario Covas, brasilianischer Politiker, Gouverneur von São Paulo
- 2002: Jockel Fuchs, deutscher Journalist und Politiker, Oberbürgermeister von Mainz, MdL
- 2002: Ralph Rumney, britischer Künstler
- 2003: Luděk Pachman, tschechisch-deutscher Schachspieler, Großmeister
- 2003: Saba Youakim, libanesischer Geistlicher, Erzbischof von Petra und Philadelphia
- 2004: Rudolf am Bach, Schweizer Pianist und Musikpädagoge
- 2004: Eugene Kash, kanadischer Geiger, Dirigent und Musikpädagoge

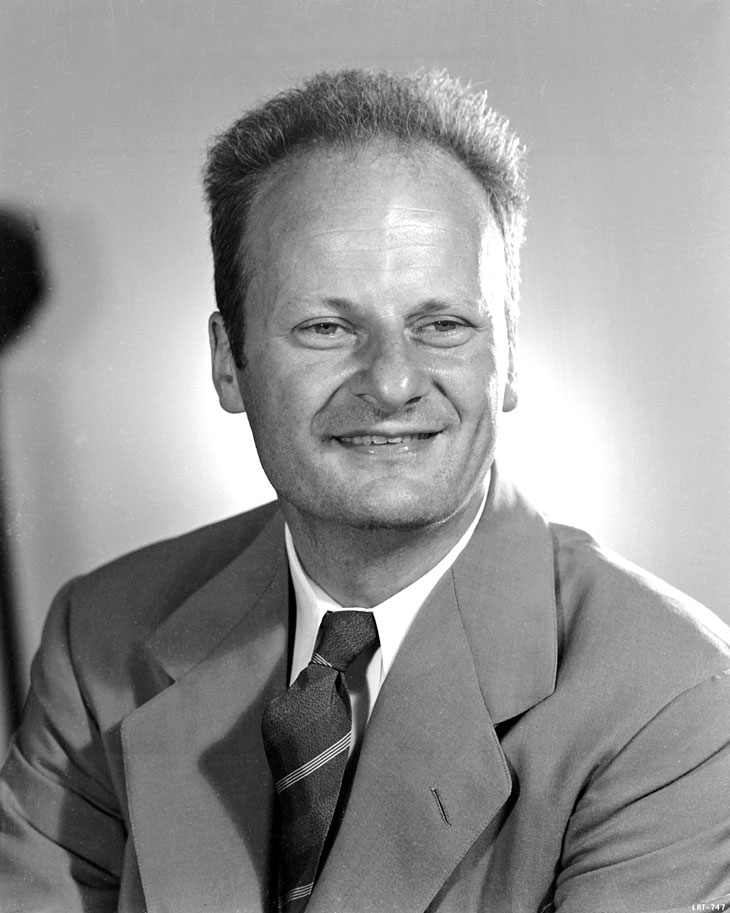
Hans Bethe († 2005)

- 2005: Hans Bethe, deutsch-US-amerikanischer Kernphysiker, Nobelpreisträger
- 2005: Jean Löring, deutscher Fußballspieler, -funktionär und Unternehmer
- 2005: Gladys Marín, chilenische Politikerin
- 2005: Thakar Singh, indischer spiritueller Meister des Sant Mat
- 2005: Herbert Steininger, österreichischer Jurist, Präsident des Obersten Gerichtshofs
- 2005: Tommy Vance, britischer Radiomoderator
- 2005: Teresa Wright, US-amerikanische Schauspielerin
- 2006: King Floyd, US-amerikanischer Soulsänger und Songwriter
- 2006: Dana Reeve, US-amerikanische Schauspielerin
- 2006: Ruth Weiss, österreichisch-chinesische Journalistin
- 2007: Claus von Aderkas, deutscher Theologe

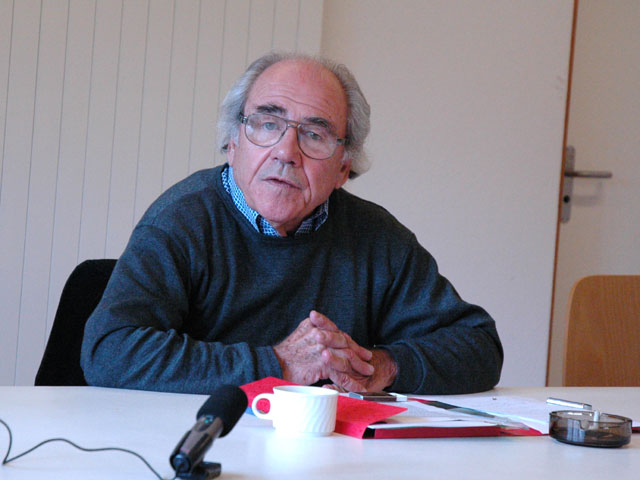
Jean Baudrillard († 2007)

- 2007: Jean Baudrillard, französischer Philosoph und Soziologe
- 2007: Ernest Gallo, US-amerikanischer Weinproduzent
- 2008: Peter Poreku Dery, ghanaischer Geistlicher, Erzbischof von Tamale
- 2011: Agnes-Marie Grisebach, deutsche Schriftstellerin
- 2012: Włodzimierz Smolarek, polnischer Fußballspieler
- 2013: Sabine Bischoff, deutsche Fechterin, Olympiasiegerin
- 2013: Alvin Lee, britischer Bluesrockgittarist und -sänger
- 2014: Jim Jeffords, US-amerikanischer Autorennfahrer
- 2015: Walter Biemel, rumänisch-deutscher Philosoph
- 2015: Joe Willenpart, österreichisch-US-amerikanischer Unternehmer und Automobilsammler
- 2016: Marianne Fritzen, deutsche Atomkraftgegnerin
- 2016: Nancy Reagan, US-amerikanische Schauspielerin, Ehefrau von Ronald Reagan
- 2017: Arif Demolli, kosovarischer Schriftsteller und Journalist
- 2017: Robert Osborne, US-amerikanischer Filmhistoriker
- 2018: Erivan Haub, deutscher Unternehmer
- 2018: John E. Sulston, britischer Genetiker, Nobelpreisträger
- 2019: Maria Adler-Krafft, deutsche Malerin
- 2019: Carolee Schneemann, US-amerikanische Künstlerin
- 2020: Henri Richard, kanadischer Eishockeyspieler
- 2020: McCoy Tyner, US-amerikanischer Jazzpianist und -komponist
- 2021: Katja Behrens, deutsche Schriftstellerin
- 2021: Gert Kollmer-von Oheimb-Loup, deutscher Wirtschafts- und Sozialhistoriker
- 2021: Hans Rauchensteiner, deutscher Sportfotograf
- 2022: Robbie Brightwell, britischer Leichtathlet, Olympiamedaillengewinner
- 2022: Margit Korondi, ungarische Turnerin, Olympiasiegerin
- 2022: Andrew Reddy, irischer Boxer
- 2023: Georgina Beyer, neuseeländische Politikerin
- 2023: Antal Hetényi, ungarischer Judoka
- 2023: Traute Lafrenz, deutsche Widerstandskämpferin gegen den Nationalsozialismus
- 2023: Ken Money, kanadischer Hochspringer, Physiologe und Astronautenanwärter
- 2023: Wyndham St. John, kanadische Reiterin
- 2024: Jörg Schauhoff, deutscher Eishockeyspieler

## Feier- und Gedenktage
- Kirchliche Gedenktage
  - Hl. Chrodegang, Bischof von Metz und Erzbischof von Austrasien (evangelisch, katholisch)
  - Hl. Fridolin von Säckingen, irischer Missionar, Klostergründer und Schutzpatron (katholisch, orthodox)

- Namenstage
  - Nicole, Nicola, Fridolin, Rosa

Weitere Einträge enthält die Liste von Gedenk- und Aktionstagen.